# Charbonnières-les-Bains
Pour les articles homonymes, voir Charbonnières.
Charbonnières-les-Bains est une commune française située dans la métropole de Lyon en région Auvergne-Rhône-Alpes.
Hameau de l'ancienne paroisse de Tassin et Charbonnières, la municipalité Charbonnières fut créée en 1790, comme toutes les autres à cette époque . 
La source ferrugineuse lui apporta sa notoriété et en 1897 son épithète « les-Bains ».

## Géographie

Charbonnières-les-Bains
Lyon
Grand Lyon
Autres communes du Rhône

### Situation
La commune de Charbonnières est située en banlieue ouest de Lyon, sur le plateau ouest-lyonnais qui est dominé par la chaine des monts du Lyonnais.
La commune s'étend dans la vallée du ruisseau de Charbonnières, sur ses contreforts et sur les plateaux voisins. Tous ces sites sont boisés.
Le bourg est situé dans la vallée de Charbonnières alors que l'église et la mairie sont installés sur le flanc est de cette vallée.
Ailleurs, l'habitat est disséminé en villas ou parcelles loties.

### Lieux-dits et écarts
La commune compte 36 lieux-dits administratifs répertoriés consultables ici, les principaux sont :
- le Bourg, implantation historique avec les écoles, l'église et la mairie.
- les Eaux, quartier central lié à la source Thermale, avec la gare, la poste et des commerces.
- le Méridien : sur la route nationale 7, à l'est de la commune, ce nom est donné par suite de son emplacement sur un méridien. Autour de lui le quartier du Méridien est le deuxième plus important sur la commune.
- les Verrières au nord, autrefois Verderias.
- le Chapoly : à l'ouest de la commune.
- Pierres Plantées : à l'est ; nom donné par suite de la présence de mégalithes.

### Communes limitrophes
| La Tour-de-Salvagny | Dardilly                |        |
| Marcy-L'Étoile      | Charbonnières-les-Bains | Écully |
|                     | Tassin-la-Demi-Lune     |        |

### Relief
Le relief de la commune comprend :
- un plateau d'une altitude moyenne de 260 mètres ;
- une vallée dans laquelle coule le ruisseau de Charbonnières ;
- une vallée dans laquelle coule le ruisseau des Planches.

### Hydrographie
La commune est irriguée par :
- le ruisseau de Charbonnières qui est un affluent de la rivière Yzeron qui se jette dans le Rhône ;
- le ruisseau des Planches qui est un affluent de la Saône.

### Climat
Pour des articles plus généraux, voir Climat d'Auvergne-Rhône-Alpes et Climat du Rhône.
En 2010, le climat de la commune est de type climat océanique dégradé des plaines du Centre et du Nord, selon une étude du Centre national de la recherche scientifique s'appuyant sur une série de données couvrant la période 1971-2000. En 2020, Météo-France publie une typologie des climats de la France métropolitaine dans laquelle la commune est exposée à un climat de montagne ou de marges de montagne et est dans la région climatique  Nord-est du Massif Central, caractérisée par une pluviométrie annuelle de 800 à 1 200 mm, bien répartie dans l’année. 
Pour la période 1971-2000, la température annuelle moyenne est de 11,7 °C, avec une amplitude thermique annuelle de 17,7 °C. Le cumul annuel moyen de précipitations est de 764 mm, avec 8,6 jours de précipitations en janvier et 6,5 jours en juillet. Pour la période 1991-2020, la température moyenne annuelle observée sur la station météorologique de Météo-France la plus proche, « Brindas », sur la commune de Brindas à 8 km à vol d'oiseau, est de 12,2 °C et le cumul annuel moyen de précipitations est de 717,6 mm,. Pour l'avenir, les paramètres climatiques de la commune estimés pour 2050 selon différents scénarios d'émission de gaz à effet de serre sont consultables sur un site dédié publié par Météo-France en novembre 2022.
| Mois                                  | jan.           | fév.           | mars           | avril         | mai           | juin          | jui.          | août         | sep.          | oct.          | nov.          | déc.           | année      |
| ------------------------------------- | -------------- | -------------- | -------------- | ------------- | ------------- | ------------- | ------------- | ------------ | ------------- | ------------- | ------------- | -------------- | ---------- |
| Température minimale moyenne (°C)     | 0,5            | 0,5            | 3,2            | 6,2           | 9,6           | 13,3          | 15,6          | 14,6         | 11,6          | 8,4           | 4,2           | 0,9            | 7,4        |
| Température moyenne (°C)              | 3,7            | 4,4            | 8              | 11,8          | 15,1          | 19,4          | 21,8          | 20,7         | 17,3          | 12,9          | 7,7           | 4,2            | 12,2       |
| Température maximale moyenne (°C)     | 6,8            | 8,3            | 12,8           | 17,3          | 20,7          | 25,6          | 28            | 26,9         | 23            | 17,5          | 11,3          | 7,4            | 17,1       |
| Record de froid (°C) date du record   | −10,5 12.01.09 | −14,1 05.02.12 | −11,4 01.03.05 | −4,7 08.04.21 | 0,2 17.05.12  | 5,1 08.06.19  | 9,2 31.07.11  | 7,2 27.08.11 | 2,8 27.09.10  | −3,5 30.10.12 | −6,6 28.11.13 | −10,8 30.12.05 | −14,1 2012 |
| Record de chaleur (°C) date du record | 17,8 30.01.13  | 20,5 18.02.22  | 24,3 31.03.21  | 27,9 23.04.07 | 34,1 24.05.09 | 37,4 27.06.19 | 39,6 07.07.15 | 41 24.08.23  | 33,8 04.09.23 | 29,7 02.10.23 | 21,1 20.11.09 | 18,5 31.12.22  | 41 2023    |
| Précipitations (mm)                   | 44,9           | 37             | 42,2           | 65,8          | 71,9          | 67,8          | 66,1          | 62,6         | 54,9          | 76,2          | 81,1          | 47,1           | 717,6      |

### Voies de communication et transports

#### Desserte routière

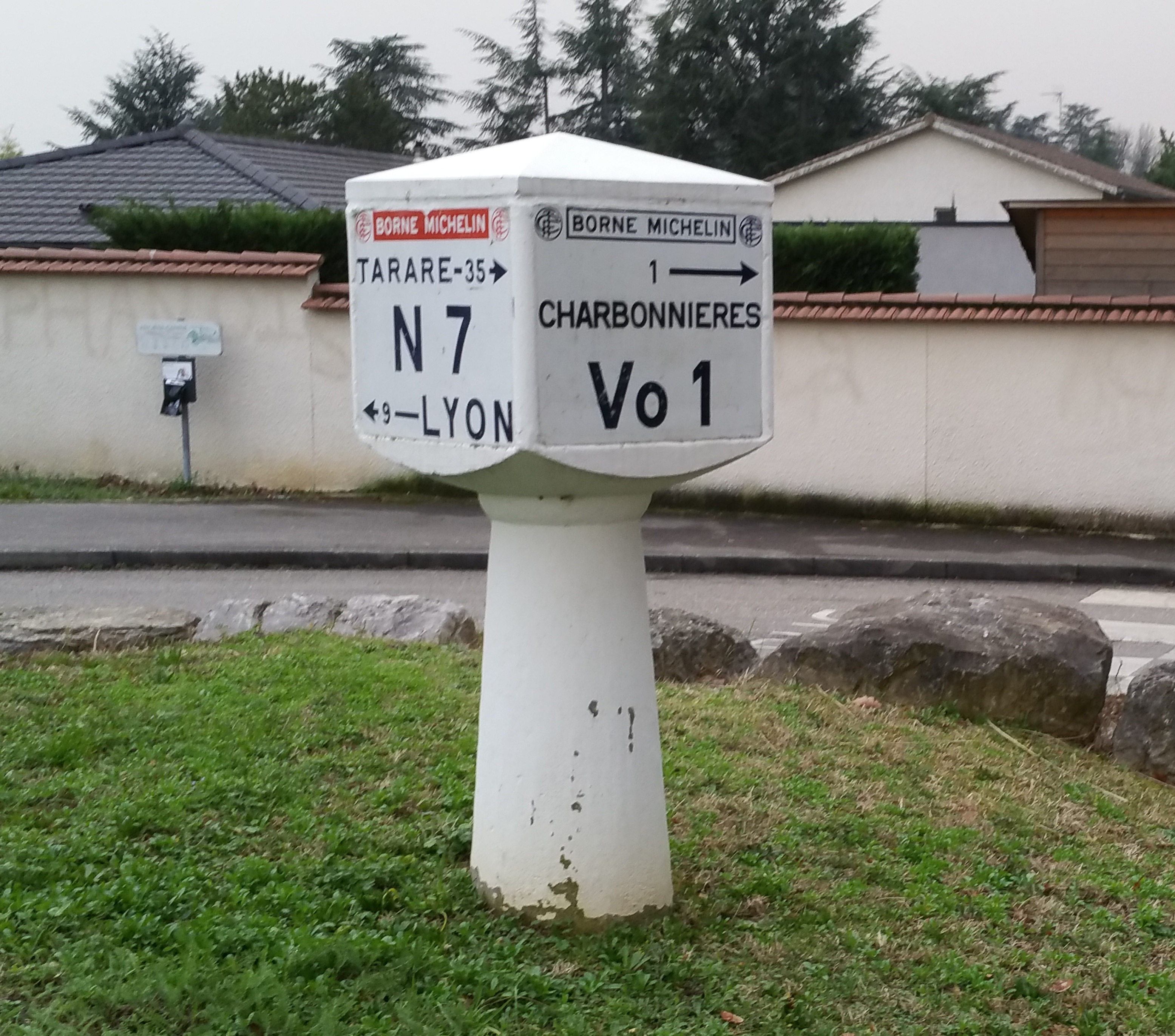
Borne Michelin restaurée par l'association Charbonnières Hier et Aujourd'hui Groupe de Recherches Historiques en 2018.

La principale voie de communication est l'ancienne route nationale 7 qui relie Paris à Nice.

#### Voies ferrées

Projet initial du Tram-train de l'Ouest Lyonnais, le tronçon vers Lozanne n'a pas été intégré

- Projet initial du Tram-train de l'Ouest Lyonnais, le tronçon vers Lozanne n'a pas été intégréLa ligne Lyon-Saint-Paul à Sain-Bel dessert la gare de Charbonnières-les-Bains, la gare du Méridien et la Gare de Casino-Lacroix-Laval localisée sur La Tour-de-Salvagny. Le tram-train de l'Ouest lyonnais y circule depuis 2012.
- La ligne Tassin à Lozanne (depuis 2008 le train ne va plus jusqu'à Lyon) dessert la halte des Flachères.

Ces deux relations étaient initialement intégrées dans le projet tram-train de l'Ouest lyonnais  de la SNCF mais la ligne vers Lozanne n'a finalement pas été modifiée.

### Autres moyens de transports
Le pédibus est un moyen de se rendre à l'école sans polluer. Cinquante-sept accompagnateurs sont mobilisés pour encadrer en toute sécurité une centaine d'enfants regroupés en 4 lignes.
Le réseau TCL couvre également la commune. La ville est desservie par :
- la ligne 86, qui passe sur la RN7 et relie La Tour-de-Salvagny à Lyon Gorge de Loup ;
- la ligne 98, qui passe sur la route de Sain-Bel et relie Marcy-L'Étoile à Lyon Gorge de Loup ;
- la ligne 5, mise en service fin août 2009, qui passe aussi sur la Route de Paris ex RN7 ;
- la ligne scolaire JD304 ;
- la ligne scolaire JD305 ;
- la ligne scolaire JD413.

## Urbanisme

### Typologie
Au 1er janvier 2024, Charbonnières-les-Bains est catégorisée ceinture urbaine, selon la nouvelle grille communale de densité à sept niveaux définie par l'Insee en 2022.
Elle appartient à l'unité urbaine de Lyon, une agglomération inter-départementale regroupant 123  communes, dont elle est une commune de la banlieue,,. Par ailleurs la commune fait partie de l'aire d'attraction de Lyon, dont elle est une commune de la couronne,. Cette aire, qui regroupe 397 communes, est catégorisée dans les aires de 700 000 habitants ou plus (hors Paris),.

### Occupation des sols
L'occupation des sols de la commune, telle qu'elle ressort de la base de données européenne d’occupation biophysique des sols Corine Land Cover (CLC), est marquée par l'importance des territoires artificialisés (92,6 % en 2018), en augmentation par rapport à 1990 (79,1 %). La répartition détaillée en 2018 est la suivante :
zones urbanisées (75,6 %), espaces verts artificialisés, non agricoles (17 %), forêts (6,5 %), prairies (0,9 %). L'évolution de l’occupation des sols de la commune et de ses infrastructures peut être observée sur les différentes représentations cartographiques du territoire : la carte de Cassini (XVIIIe siècle), la carte d'état-major (1820-1866) et les cartes ou photos aériennes de l'IGN pour la période actuelle (1950 à aujourd'hui).

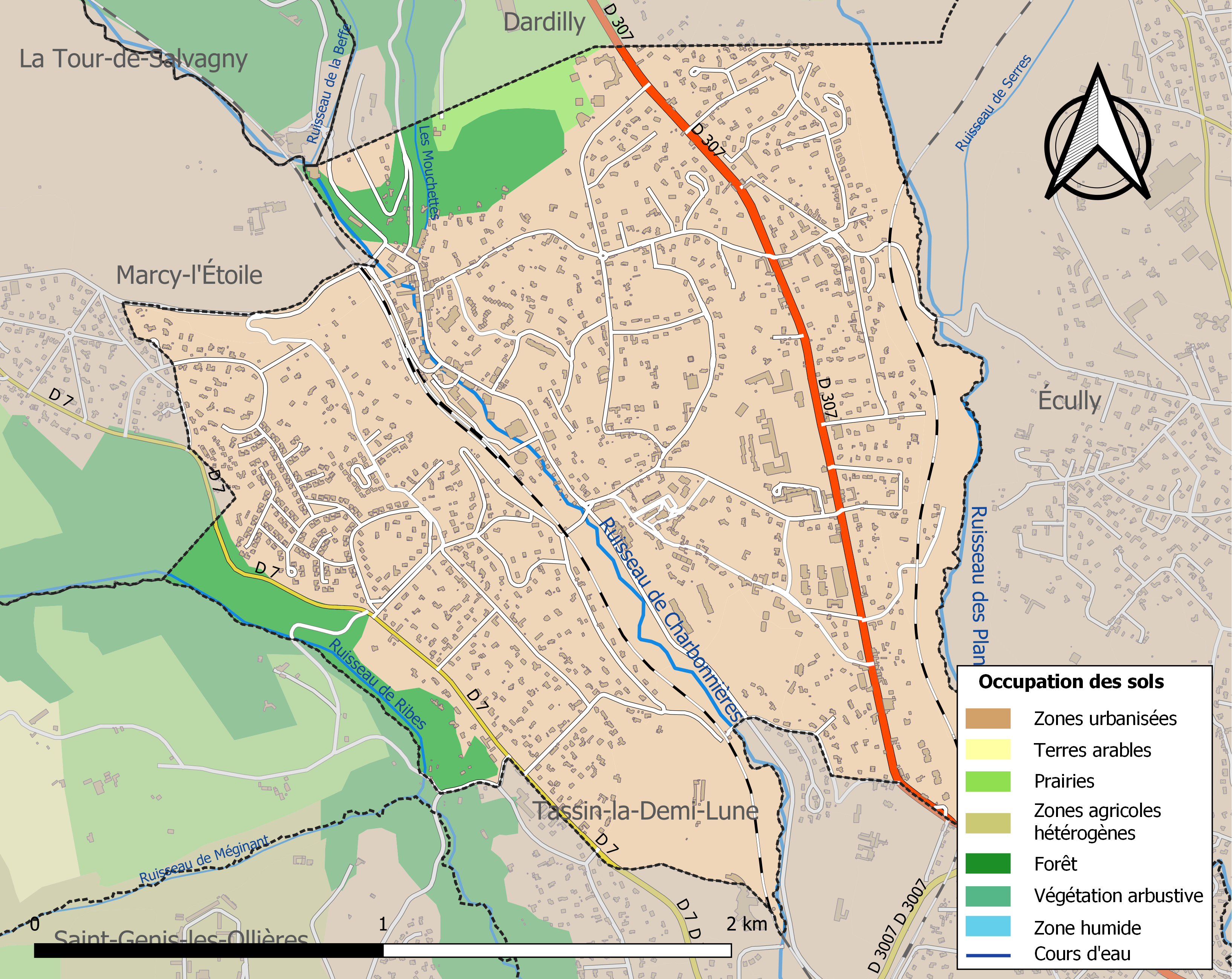
Carte des infrastructures et de l'occupation des sols de la commune en 2018 (CLC).

## Toponymie
Carbonariae, ancienne bourgade, était habitée par des exploitants des nombreuses forêts, ils fabriquaient du charbon de bois. Le nom du village lui-même constitue le meilleur témoignage de son histoire. Il est en effet aisé de voir qu'il fut fondé autour d'anciennes charbonnières ou charbonneries. Le terme désignait au Moyen Âge la clairière d'une forêt (que l'on avait parfois défrichée) où des ouvriers fabriquaient du charbon de bois. Celui-ci était utilisé pour le chauffage et l'alimentation en combustible des forges et des fonderies de fer; les cendres servaient à la fabrication du verre ou au lavage des tissus.
Si le nom de la commune est issu de ce passé, les traces en ont disparu.

## Histoire

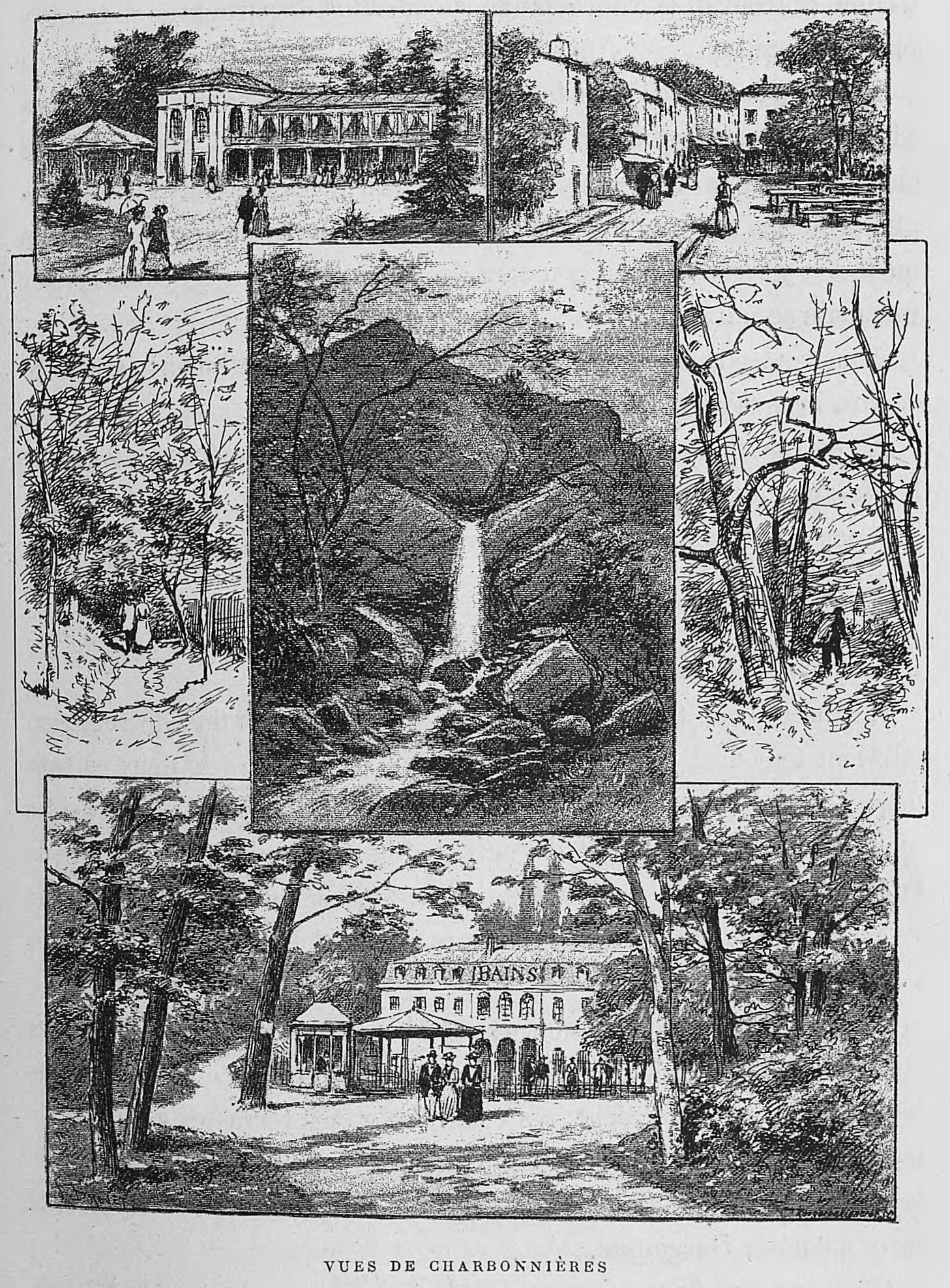
Vues de Charbonnières par Joannès Drevet

La grande Histoire a peu marqué cette commune. Les ressources consciencieusement consultées par les chroniqueurs sont celles des comptes-rendus des conseils municipaux, des rapports de police, des archives départementales et aussi différents articles de journaux, ces ressources révèlent surtout la petite histoire de la commune, mais aussi quelques évènements de l'actualité de l'époque : les Charbonnois conscrits de l'an IX sont au nombre de trois ; le pape Pie VII visite l'église en 1804 ; durant la guerre de 14-18, le château de la Ferrière est transformé en hôpital militaire, le Casino en centre de convalescence, les hôtels hébergent les réfugiés fortunés ; vingt-cinq noms sur le monument au mort pour cette guerre ; durant la Seconde Guerre mondiale le Casino et les principaux hôtels sont réquisitionnés par l'armée française  puis de nombreuses villas et trois établissements sont réquisitionnés par l'occupant, le Casino, la maison La Martinière pour la Kommandantur et le château des Brosses pour la Gestapo, 15 personnes déportées, aucune ne reviendra des camps, 6 nouveaux noms sur le monument aux morts, la ville est libérée le 23 aout 1944 et l'avenue du Maréchal Pétain devient l'actuelle avenue Charles de Gaulle.

### Les temps anciens
La voie protohistorique de la Vienne des Allobroges dans l'actuel département de l'Isère à la Bibracte des Éduens dans le Morvan traverserait l'ancienne Carbonariae, mais semble se décaler plus à l'est à la période romaine (par Limonest). La voie romaine de Lyon à Roanne passerait également par la commune. Généralement, si elle a existé, l'occupation antique de la commune est mal connue. Des traces sont mentionnées dans le bois de la Lune au nord-ouest.
À une époque non définie, quelques médailles et pièces à l'effigie d'empereurs romains ont été découvertes près de la source, ce qui a fait supposer qu'elle était connue des Romains. Dans le lieu-dit du Bois de l'étoile, en 1884, d'autres pièces ont été trouvées (une somme de 300 francs-or), cette fois à l'effigie de Charlemagne. Au même endroit ont aussi été mises au jour des briques à crochet et des fondations anciennes, ceci laisse penser qu'une ville y existait avant l'an mille ou au moins au haut Moyen Âge.
C'est en 1234 que l'on trouve la première mention d'une église sur Charbonnières, située un peu plus haut sur le coteau que l'actuelle, mais desservie par le curé de Tassin. Le pape Pie VII la visite en novembre 1804 lors de son voyage pour le sacre de Napoléon Ier.

### Découverte de la source

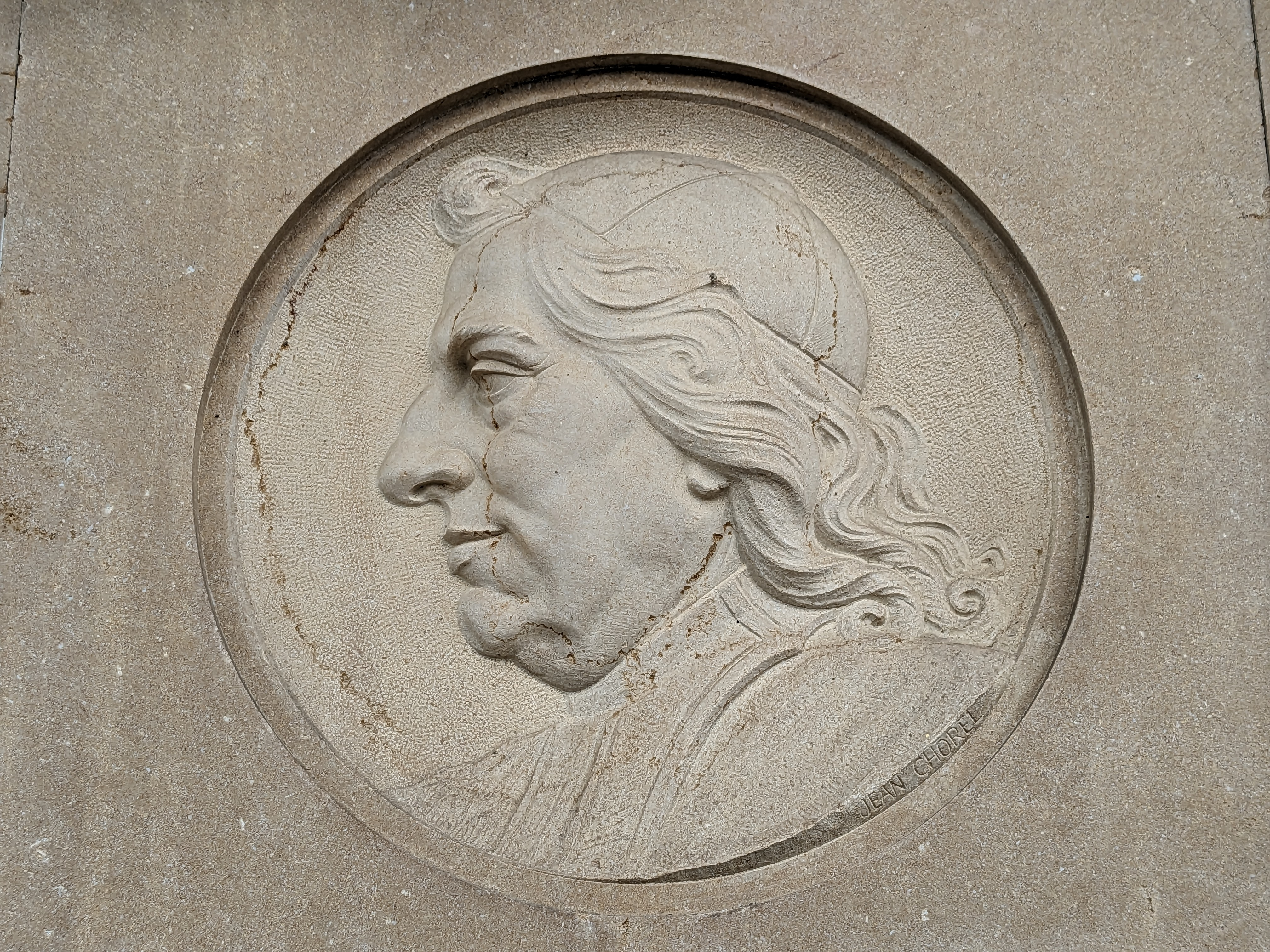
Monument à l'Abbé Louis Rougeat de Marsonnat : médaillon

En 1778, le « curé de la paroisse de Tassin et Charbonnière en Lyonnois » Louis Rougeat de Marsonnat découvre la source ferrugineuse qui permettra un fort développement à Charbonnières. Son livre Analyse des eaux minérales de Charbonnière dites de Laval publié en 1784 reçoit une mention honorable de la Société royale de médecine. La source se situe « à l'extrémité de la paroisse de Tassin-en-lyonnois, dans le canton de Charbonnière, à deux pas en dessous du château de Laval... éloignée de cinq quarts de lieue de [Lyon] et à un quart de lieue à la gauche de la grande route de Paris par le Bourbonnois ».
Dans son mémoire, pour expliquer l'origine de la découverte, l'abbé raconte, qu'en 1744, en été, une épizootie décime tous les troupeaux et que seuls les bovins du moulin de Laval ne sont pas malades. Il en déduit que c'est probablement car ils boivent cette eau qu'il pense être minérale. Mais il ne nous dit pas pourquoi il ne découvre la source que 34 ans après. Cette énigme trouve peut-être sa solution dans une autre histoire d'animal mais qui est de l'ordre de la légende, celle de l'âne Cadichon. Soucieux de relier la légende à l'histoire de la commune, Robert Putigny en a rédigé une version qui réconcilie les deux histoires,.

« La légende de Cadichon
Autrefois, un bûcheron trop pauvre pour nourrir son âne devenu malade se résolu à s'en débarrasser mais Lison, sa fille, le persuada de ne pas le tuer et de lui laisser sa chance, Cadichon fut abandonné à son sort dans la forêt profonde.
Quelques mois après, Lison qui se promenait justement dans ces bois, fut attaquée par des brigands. C'est alors que surgissant des fourrés, hurlant et ruant de toutes ses pattes l'âne se précipita effraya les méchants et sauva l'enfant. Lison reconnut son âne, beau et bien portant, elle le suivit jusqu'à sa cachette où coulait une source à laquelle il s'abreuvait.
Lison convaincue qu'il était guéri par l'eau la fit analyser par le médecin du roi qui justement passait par là. Ce savant dit doctement : « cette eau est excellente pour guérir tous ceux qui dépérissent, maigrissent ou ont des boutons ». La nouvelle fit grand bruit et de nombreux malades vinrent se soigner avec l'eau de Charbonnières. »

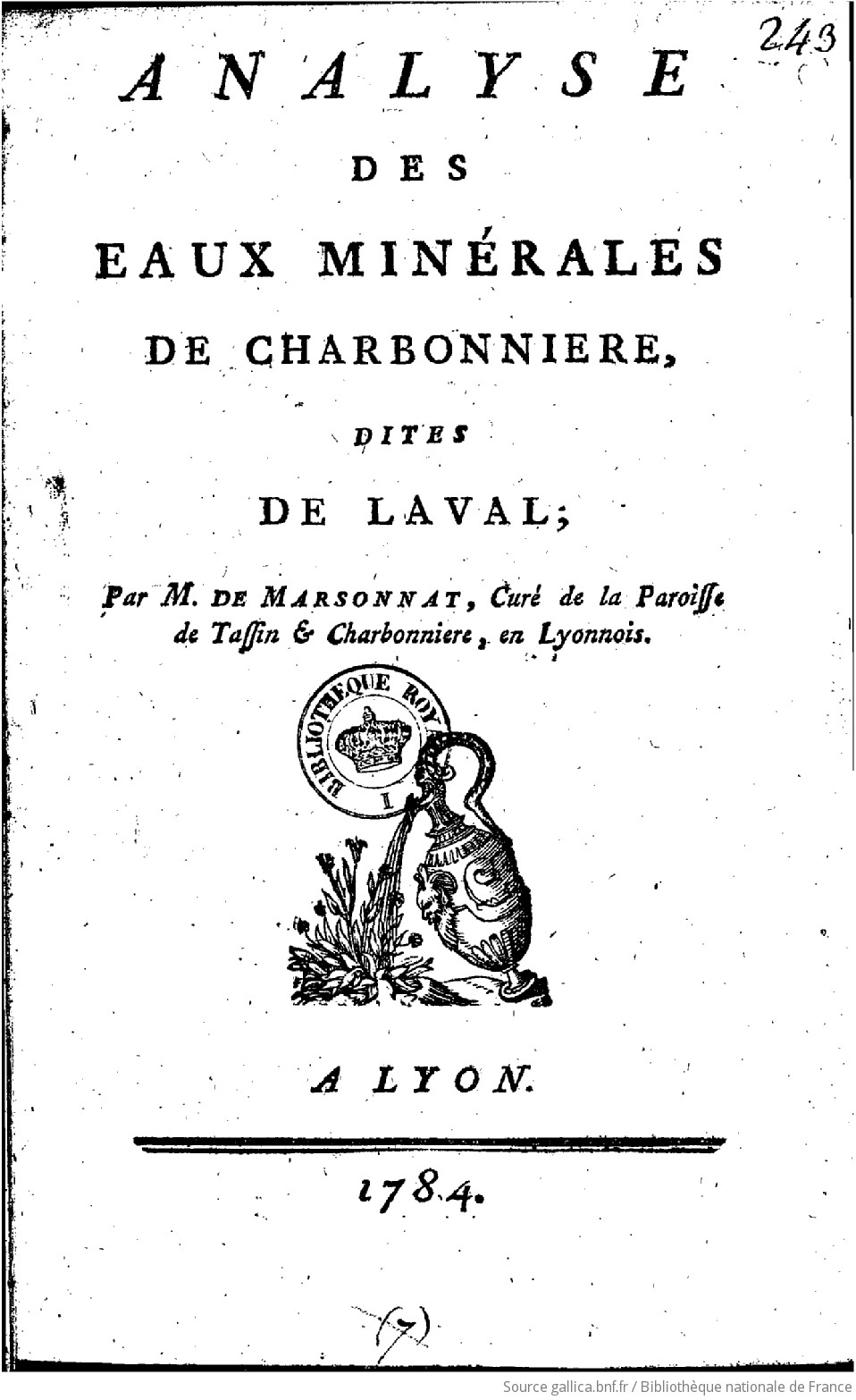
Ouvrage du curé M. de Marsonnat
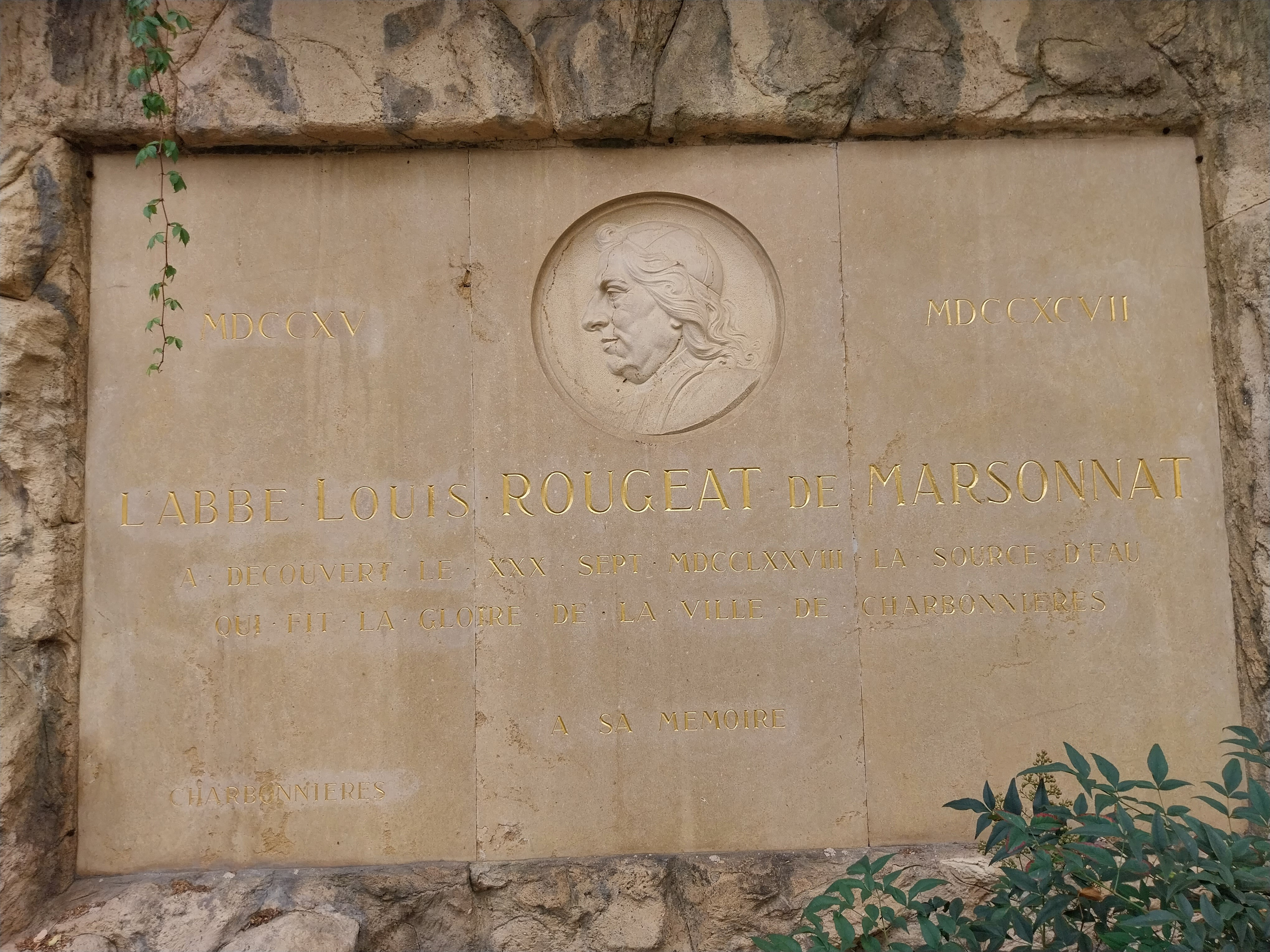
Stèle en l'honneur de l'Abbé Marsonnat (1715 - 1797), sculpteur Jean-Louis Chorel.
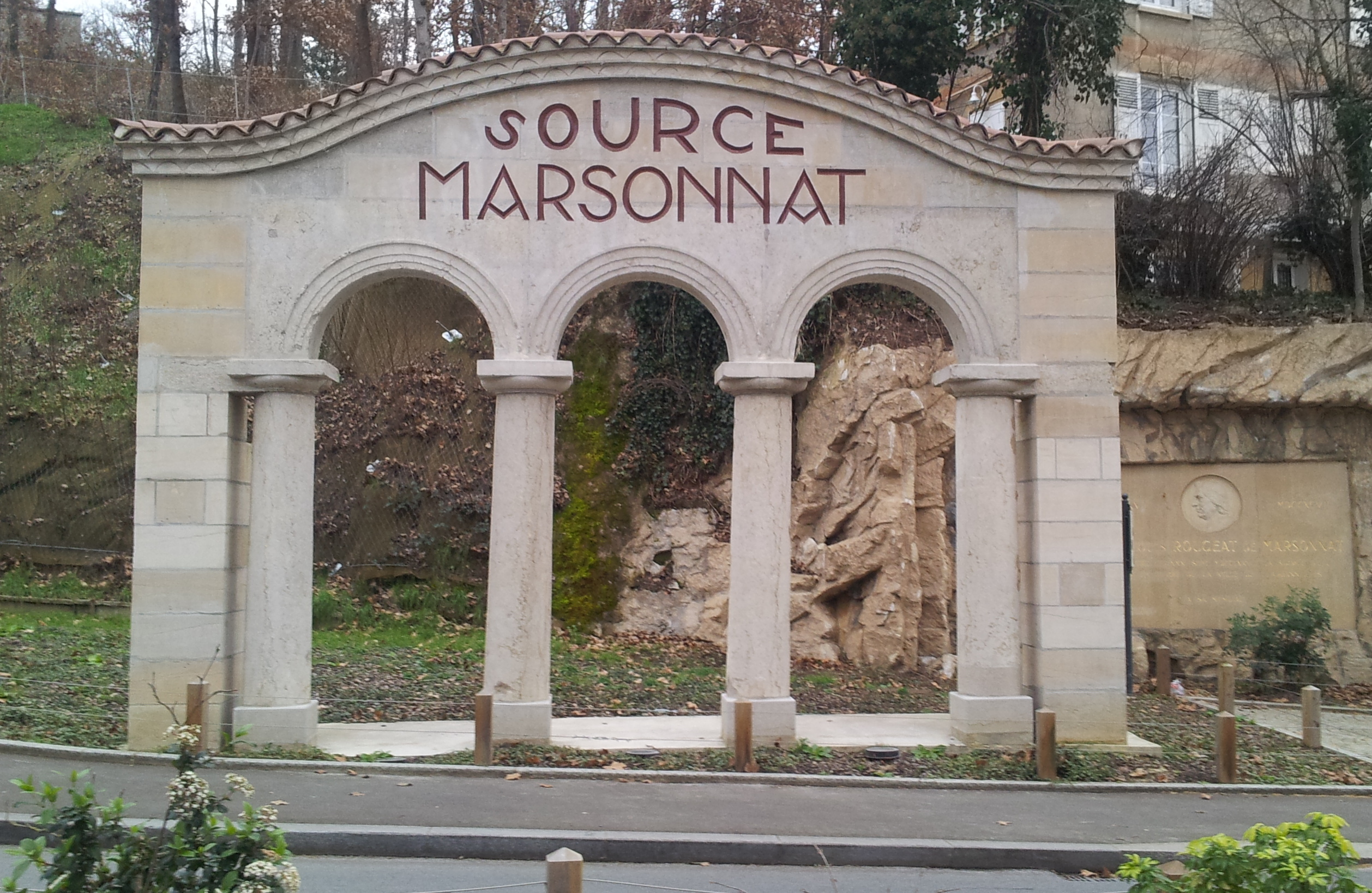
Anciennes arcades servant d'entrée au deuxième établissement thermal puis au pavillon de la source

### Le thermalisme, les jeux et le tourisme
L'abbé persuade le propriétaire M. de Laval de créer un accès et un bassin pour récolter l'eau et dès 1780 les premiers curistes viennent. Et ils sont de plus en plus nombreux à venir. Surtout après 1845 quand en plus de boire l'eau bienfaitrice ils peuvent aussi s'y baigner. Deux piscines sont créées, la plus grande, réservée aux hommes, est « la plus vaste connue » à l'époque. La source est déclarée d'utilité publique par arrêté préfectoral du 10 juin 1853. L'année 1860 compte plus de 20 mille curistes sur la saison de mai à octobre, un tel succès fait que le propriétaire choisit de limiter la durée du bain à une heure par personne et ferme momentanément la Promenade des bains.

La ville de Charbonnières prend officiellement le nom de Charbonnières-les-Bains par décret le 13 décembre 1897.

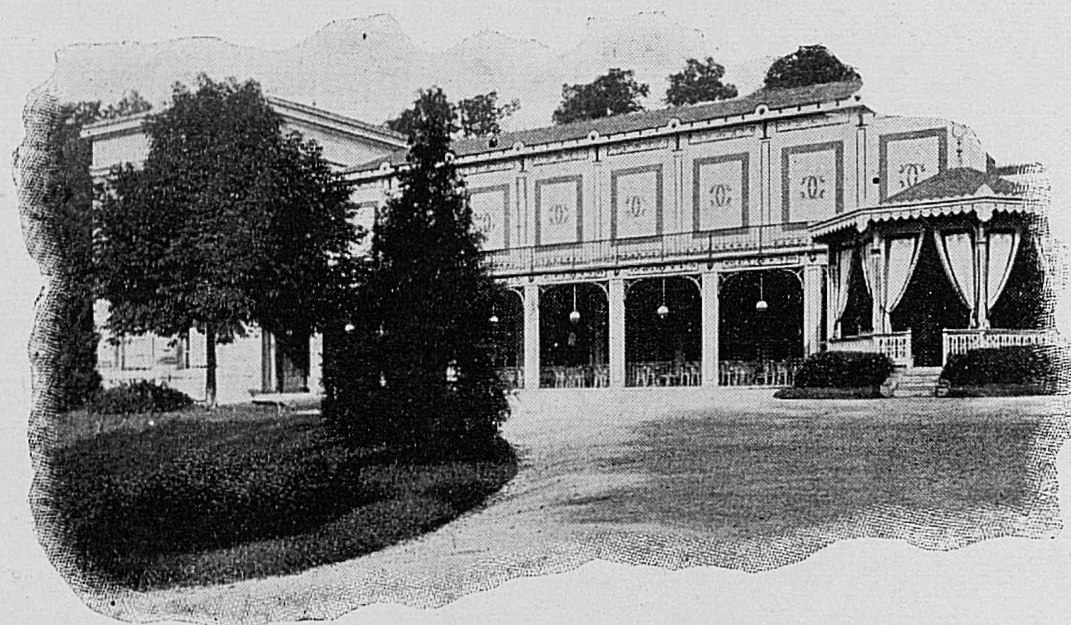
Le casino au début du XXe siècle.

En plus des curistes, de nombreux touristes viennent profiter des bienfaits d'un « environnement sain, bien aéré à proximité des bois, favorables aux promenades et excursions ». Des attractions complètent l'attractivité des lieux : des espaces de promenade sont aménagés ; une galerie des glaces amuse les chalands qui s'y reflètent déformés ; sont organisés des défilés de mode et d'élégance, le rallye automobile de Charbonnières et aussi des courses d'ânes puis plus tard de chevaux sur l'hippodrome implanté sur la commune de La Tour-de-Salvagny. Par suite du rachat à la Compagnie des chemins de fer par M. Grenier de 25 hectares comprenant l'ensemble du domaine thermal, il fait construire le casino de Charbonnières qui ouvre en 1882, il est implanté sur la commune voisine de la Tour-de-Salvagny, le produit des jeux sera partagé entre ces deux communes.
Soucieuses d'améliorer le cadre de vie et les accès des curistes et touristes, Charbonnières et La Tour entament une procédure de reconnaissance de station hydrominérale qui n'aboutit qu'en 1927 et permet de collecter des taxes de séjour pour les deux municipalités. Avec la découverte de la nouvelle source, le thermalisme se développe mais l'établissement thermal ferme définitivement en 1992. Les deux communes conservent leur classification « station thermale » jusqu'à la réforme d'avril 2006.

#### Les thermes
L'autorisation d'exploitation de la source est accordée en 1827, les buveurs se déplacent au Pavillon de la source ou peuvent emporter l'eau en bouteille. La première mention d'établissement thermal remonte à 1845 par suite de la découverte de la nouvelle source ferrugineuse. Les curistes peuvent dorénavant se baigner dans les baignoires dont le succès fut tel qu'il conduisit à la construction de deux piscines chauffées.
En 1953, le 23 mai, un nouvel établissement thermal est inauguré, spécialisé en Centre de Réadaptation Fonctionnelle en 1959, puis en 1961 pour le traitement des grands brulés et en 1975 le classement en rhumatologie permet à l'établissement de développer de nombreux nouveaux services. L'établissement thermal de Charbonnières ferme en 1992.

#### Les fêtes et le tourisme
Pour attirer les clients, des fêtes, avec défilé costumés, cavalcades et chars fleuris sont organisées d'avril à octobre par le Casino et subventionnées par la municipalité. Celles exceptionnelles pour le centenaire de la commune en 1891 durent 3 jours. Juste avant la guerre de 14-18 chaque saison commence par la fête des jardiniers (ceux des grandes propriétés) à la saint Fiacre en avril, en juin c'est la fête des fleurs (Charbonnières comptait plusieurs rosiéristes) au cours de laquelle la Reine de Charbonnières est désignée. De nombreuses autres fêtes étaient aussi organisées (dont la fête patronale avec la vogue, en aout), ainsi que des concerts, des concours de gymnastique, parmi l'ensemble de ces festivités les courses d'ânes étant les plus prisées.
Le Syndicat d'Initiative de Charbonnières-les-bains et environs créé en 1921 est un des plus vieux de France. Quand la commune voisine le rejoint en 1955, il s'appelle Syndicat d'Initiative de Charbonnières-les-bains - La-Tour-de-Salvagny. Puis en 1971, à la suite de l'arrivée de Marcy l’Étoile, Syndicat d'Initiative du Triangle Vert. Plus tard il devient Syndicat d'Initiative de l'Ouest Lyonnais.
En 1923, la municipalité décide d'interdire la construction d'usine pour préserver l'aspect esthétique.
En 1937, le Syndicat Intercommunal d'embellissement de Charbonnières-les-bains et de la Tour-de-Salvagny est créé, financé par les deux communes et par la Société des Eaux Minérales, il a pour objet de réaliser parc intercommunal, hôtel, piscine, et d'améliorer les dessertes ainsi que de réaliser l'établissement thermal et son parc.
La ville perd sa classification de Station thermale en 2006 mais obtient, en 2013, la dénomination de Commune touristique pour 5 ans. Un dossier a été constitué, en 2014, pour demander l'échelon suivant Station Classée de Tourisme mais sans succès.
Le souci de conserver une attraction touristique à la commune est porté par deux associations : Association de Sauvegarde du Patrimoine et de l'Environnement de Charbonnières-les-Bains ASPEC, et Charbonnières-les-Bains d'Hier à Aujourd'hui Groupe de Recherches Historiques qui fête ses 20 ans en 2021 et a notamment réalisé un circuit en huit étapes pour visiter la commune.

#### Les courses d'ânes
En 1886, la Société des Courses de Charbonnières est créée, en plus des courses, son but est d'améliorer la race et l'élevage des ânes. Localisé sur l'actuel parc Sainte-Luce surnommé l'Espace Cadichon, l’hippodrome (qui sera appelé bien plus tard asinodrome) remporte un grand succès selon la presse de l'époque, c'est « le rendez-vous de la fashion lyonnaise… Le tout Lyon est là ». Le commissaire de Police évalue à dix mille le nombre de participants aux courses. Les recettes de pari mutuel sont importantes. Quand la Préfecture informe en aout 1892 que la réglementation n'autorise le pari mutuel que pour les courses de chevaux, la municipalité obtempère et publie un arrêté d'interdiction. Mais malgré cela, un an après, à l'occasion des courses du seul 11 juillet 1893 on compte encore 22 520€ de recettes de pari mutuel.

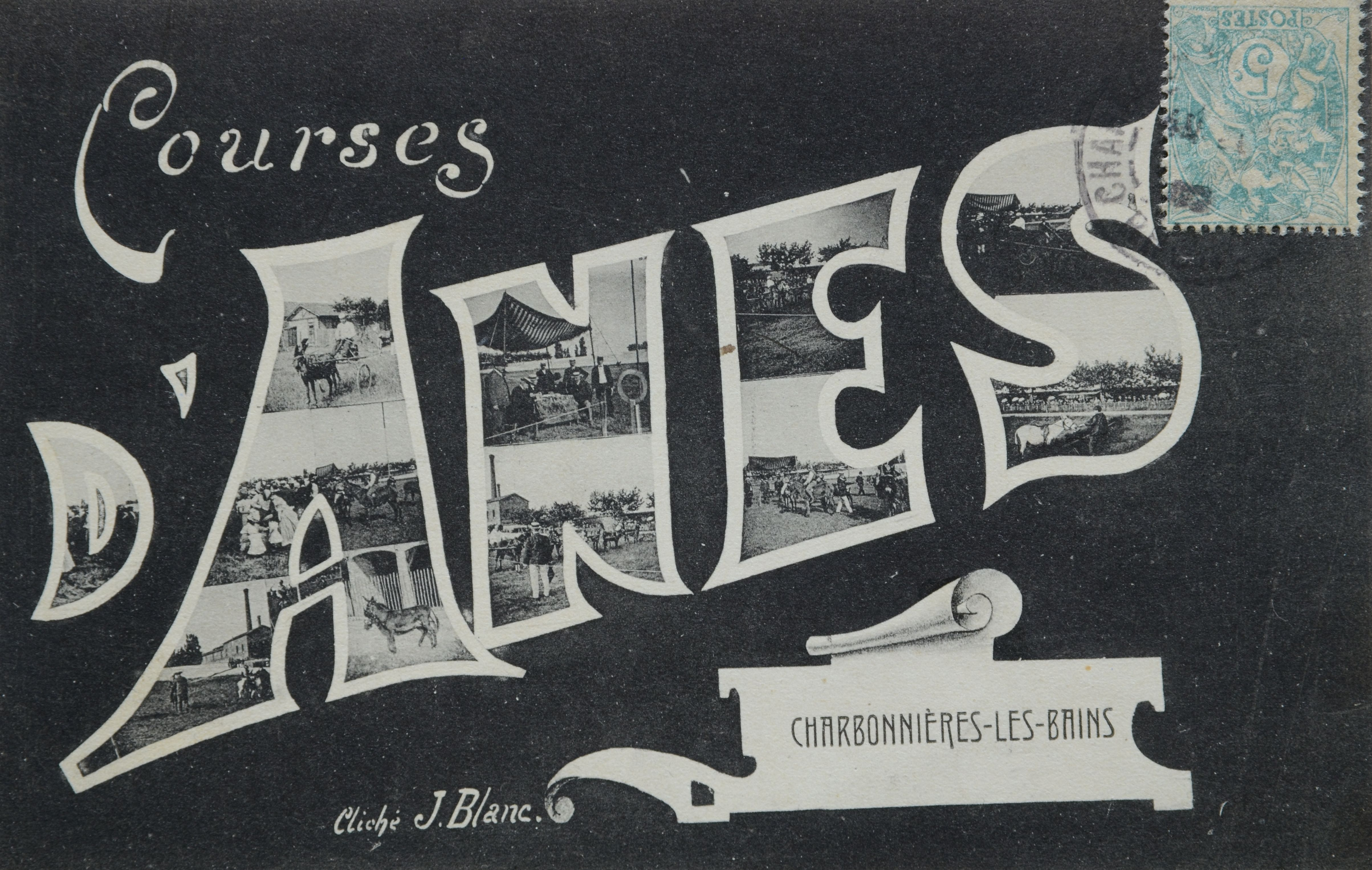
Courses d'ânes à Charbonnières Col.Pierre Paday
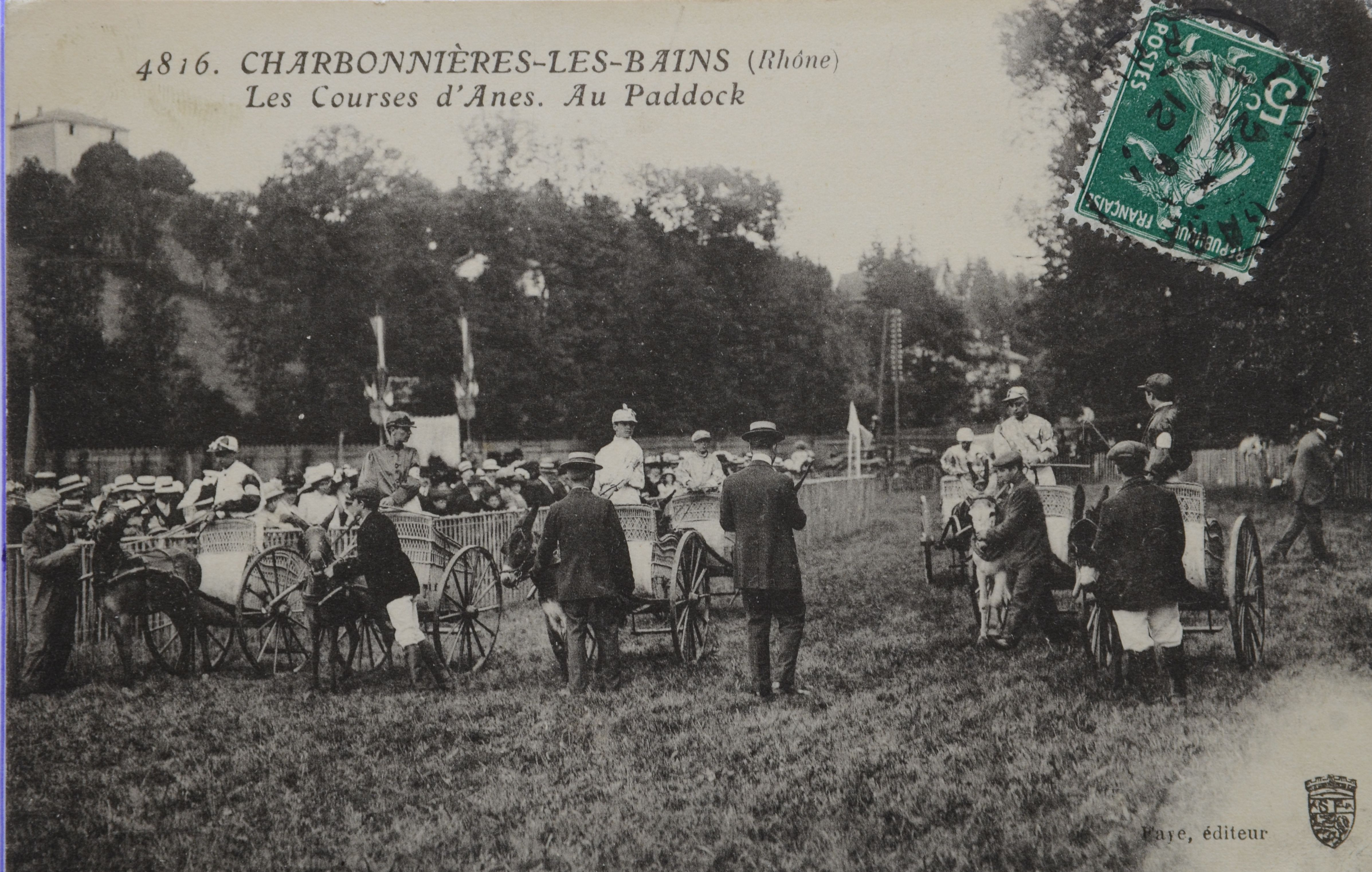
Au Paddock Col.Pierre Paday
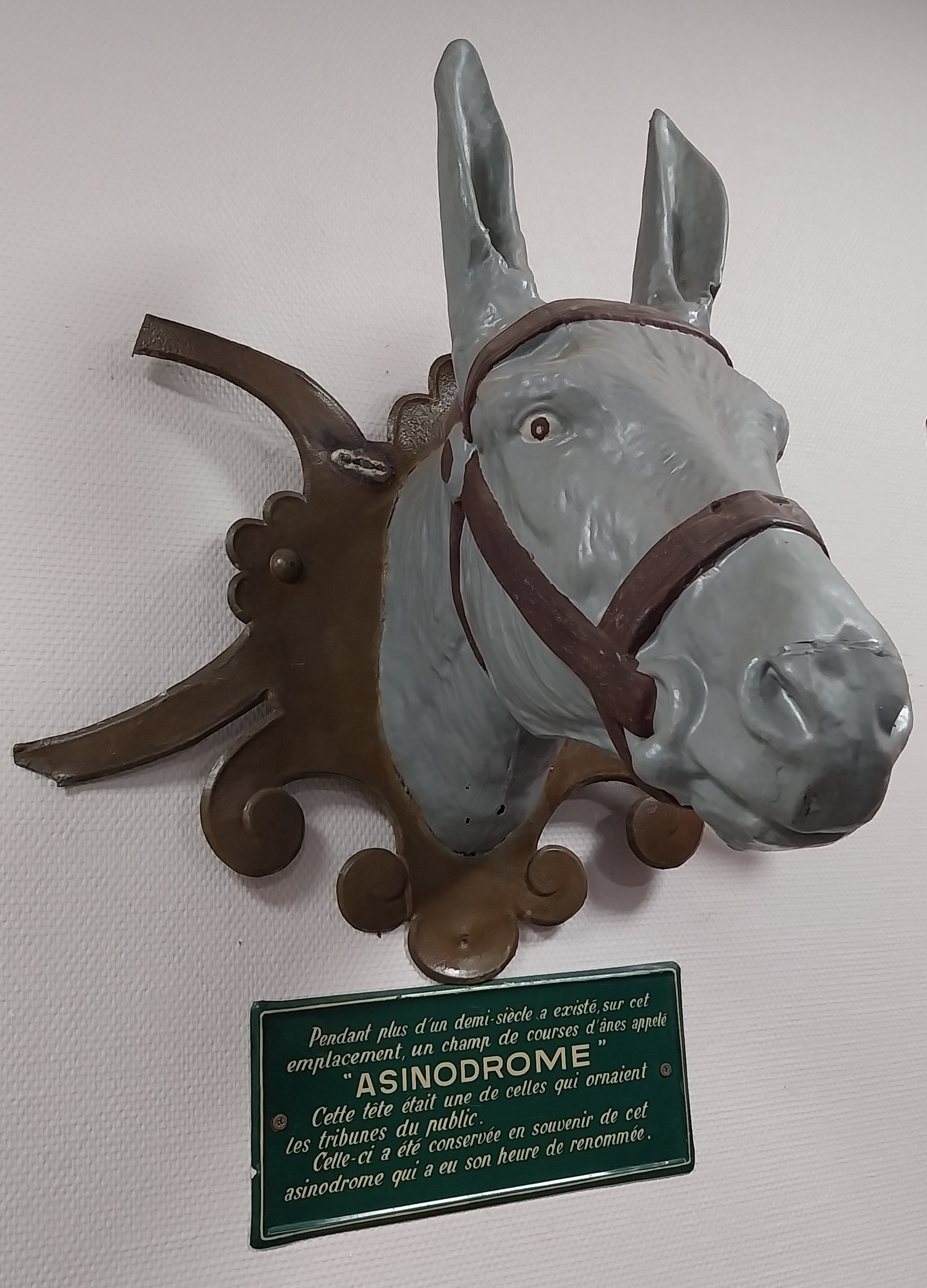
Décor de l'asinodrome
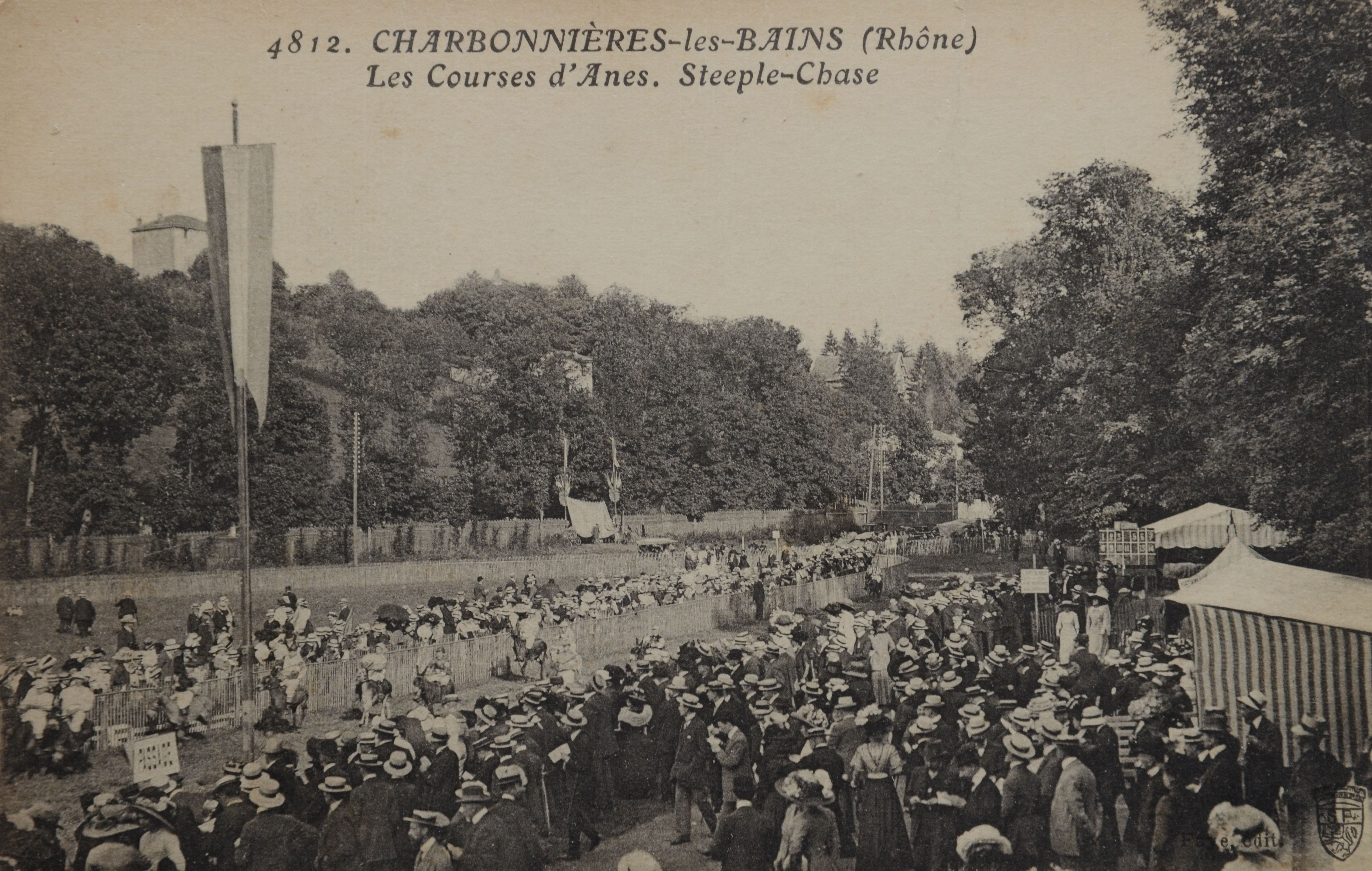
Steeple-chase Col.Pierre Paday
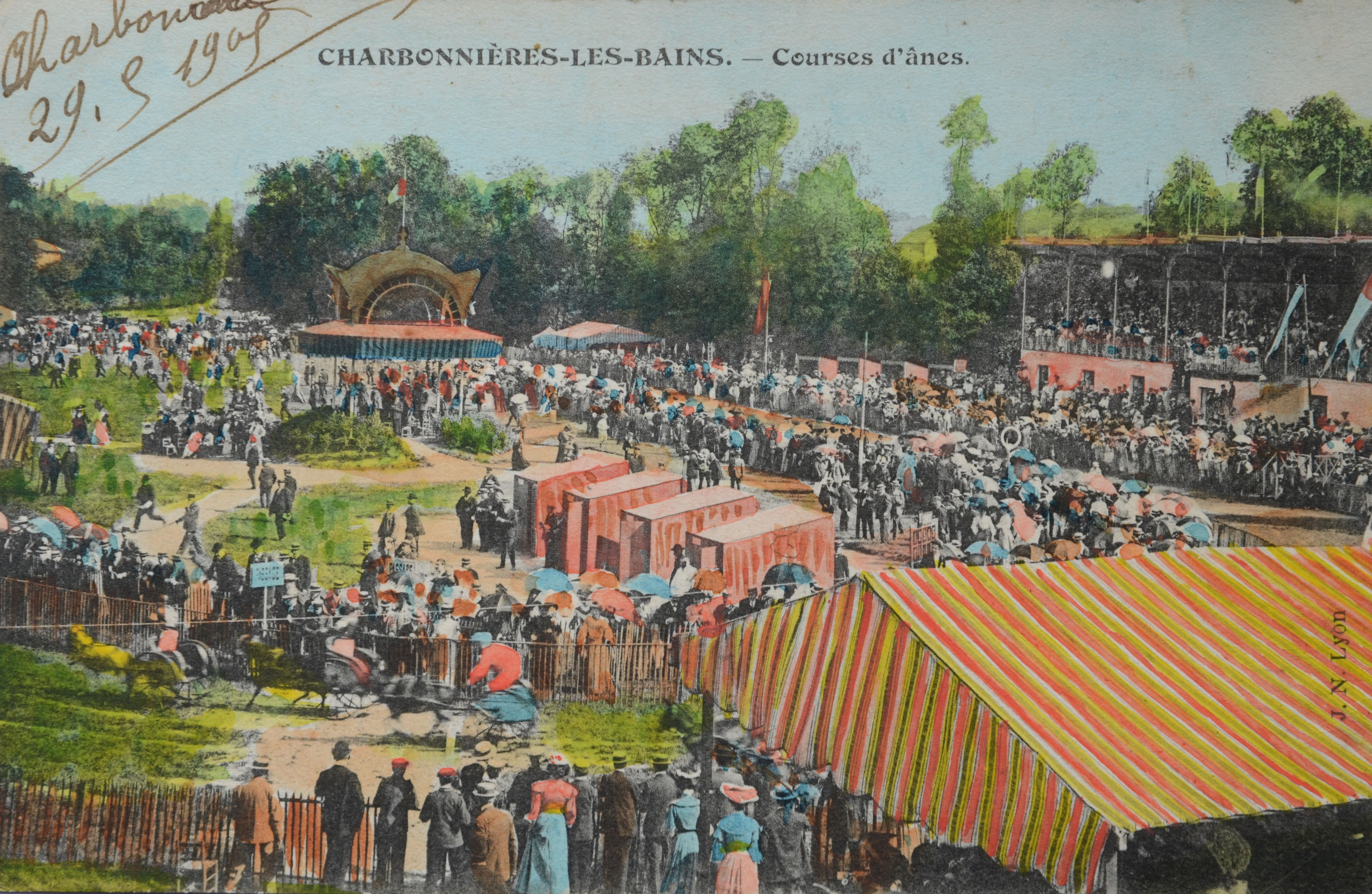
Asinodrome à Charbonnières Col.Pierre Paday

#### L'hôtellerie, les cafés
L'accueil des curistes et des touristes pendant la saison pousse l’Établissement des eaux et de nombreux autres investisseurs privés à développer l'accueil hôtelier à proximité de la source, dans le quartier des eaux. Un récit portant sur les années 1860 nous permet de recenser une douzaine d'hôtels et cafés et quelques meublés pour les clients plus modestes. En 1878, l'autorité militaire compte 700 lits disponibles et des abris permettant d'accueillir 6000 hommes au total. Après la Première Guerre mondiale il ne subsiste plus que 6 hôtels sur l'ensemble de Charbonnières, :
- hôtel des Bains (propriété de l'établissement thermal) situé dans le parc du Casino ;
- hôtel Neptune, place Marsonnat, devenu Maison des associations ;
- le Grand-Hôtel devenu le restaurant Gigandon, aujourd'hui détruit ;
- hôtel Régina, près de la gare qui changea plusieurs fois de nom, aujourd’hui détruit ;
- hôtel Riviera avec ses murs peints façon « French Riviera » transformé en supérette puis détruit en 2020[58] pour laisser place à un programme immobilier à l'architecture moderne[59] ;
- l'hôtel du Méridien localisé sur la route de Paris.

Selon la même source, au même moment, Charbonnières compte 17 cafés ou débits de boisson, dont le Café de la gare actuellement la Bonne Auberge.
La Villa des Lilas, anciennement exploitée en meublé, située avenue du Général de Gaulle, et bien qu'inscrite dans la liste des Éléments Bâtis Patrimoniaux du PLU-H Grand Lyon, est détruite en 2021 pour laisser place à un programme immobilier neuf qui doit reproduire à l'identique sa façade.

#### Le Casino de Charbonnières
Son installation sur la commune de la Tour-de-Salvagny, en totale illégalité car ce n'est pas une ville thermale, déclenche une « guerre de cent ans », selon l’expression imagée de Robert Putigny, guerre dont le nerf est la redevance sur le produit des jeux. Un premier accord entre les deux communes est signé en juillet 1884, avec 4/5ème pour la Tour et 1/5ème pour Charbonnières (qui est théoriquement la seule à pouvoir posséder un casino puisque ville thermale). En 1912 puis en 1952, La Tour souhaite que toute la redevance lui revienne, mais le nouvel accord donne 2 tiers pour Charbonnières et 1 tiers pour la Tour. En 1979 la Tour demande une répartition en part égale, le ministère valide l'accord de 1980 qui permettra cette répartition égalitaire avec une montée progressive sur 5 ans. La hache de guerre est ainsi enterrée le 15 décembre 1987 par décision du Conseil d’État qui crée, pour l'occasion, le nouveau statut de station hydrothermale intercommunale. Ce statut sera encore utilisé pour que Lyon rejoigne le syndicat intercommunal des deux communes, ceci pour que le casino le Pharaon créé sur cette commune, en 2000, ne perturbe pas la répartition de « leur » redevance sur le produit des jeux.
Pour la municipalité de Charbonnières, une deuxième façon de bénéficier de la totalité de la redevance est de récupérer le casino sur son territoire, en faisant modifier sa limite avec La Tour-de-Salvagny, elle le tente en 1881 avec le propriétaire M. Grenier puis en 1908 mais après décision du ministère, le refus est définitif. En 1882, le casino, à peine construit, la municipalité de Charbonnières demande et obtient une modeste modification de sa limite territoriale : Marcy l'étoile accepte que le chemin, la Promenade des Bains, qui permet de circuler de l'établissement thermal au casino soit intégralement sur Charbonnières, bien plus tard, en aout 1922, le souvenir de cet accord poussera aussi cette commune à demander, mais sans succès, une part du produit des jeux.
Pour la municipalité de Charbonnières, une troisième façon de bénéficier de tout ou partie de la redevance est d'ouvrir un autre casino sur son territoire. L'initiative de création du casino est privée, celle du propriétaire de l'établissement des eaux, et pour sortir des nombreux tiraillements induits par la répartition du produit des jeux entre les deux communes, la municipalité de Charbonnières favorise en 1903 la création d'une concurrence au casino avec le Cercle Municipal de Charbonnières. Localisé en bordure de l'actuelle place Marsonnat l'établissement ne trouve pas le soutien du ministère et, de fermetures en réouvertures, vivote seulement quelques années avant de disparaitre. De nouvelles demandes de création de ce casino municipal localisé sur la commune de Charbonnières sont déposées en 1927 et 1928 mais encore refusées par le ministère.
Le Casino de Charbonnières évolue sous le contrôle policier du Commissaire spécial, spécialiste des jeux, les archives départementales révèlent les nombreuses difficultés que l'établissement a dû subir les premières années. A l'ouverture en 1882 l'administration ne délivre pas d'autorisation de jeux de hasard et ne propose que l'écarté non classé parmi les jeux de hasard. Une autorisation partielle n'arrive que pour la saison de 1884 mais est suspendue par le préfet dès le mois de juin car le jeu de baccara est pratiqué sans autorisation. Le casino en situation économique difficile est racheté par les entrepreneurs qui l'ont construit, mais les autorisations ne suivent pas et un procès verbal est dressé pour pratique illicite du baccara en 1885. Une autorisation arrive pour la saison 1888 mais réservée aux seuls membres du Cercle des Eaux Thermales de Charbonnières (installé hors des murs du casino, dans l'hôtel des bains), interdit aux femmes et aux militaires en uniforme. Les interdictions retombent en 1894 et en 1900 des trafics malhonnêtes entachent l'honorabilité du casino, fermetures et réouvertures alternent pendant ces années. Les finances ne sont pas florissantes quand l'établissement est réquisitionné pour devenir hôpital d'aout 1914 à 1918. Les années 20 sont un peu plus lucratives, même si selon le Commissaire, la clientèle est constituée de gens modeste et les femmes sont des demi-mondaines. Le commissaire s'inquiète de cette clientèle trop populaire, il sent le « danger social » et prédit de graves incidents. L'arrivée aux commandes de Georges Bassinet va changer la donne, en 1929 le casino est classé parmi les dix premiers de France, et s'y tiendra plusieurs années malgré la crise économique.
Georges et André Bassinet prennent la direction du casino en 1928. Ils réalisent une rénovation complète de l'établissement, intérieur et extérieur. Au premier étage Le Grand Cercle sera le lieu de soirées prestigieuses. Dès 1934 un premier concours d'élégance automobile amorce le nouveau style pour l'établissement. Georges Bassinet décède prématurément en 1955 après avoir été notamment à l'initiative de la création de l'hippodrome sur La Tour-de-Salvagny, du Festival de Lyon-Charbonnières et du Rallye automobile de Charbonnières. André Bassinet dirigera le casino jusqu'en 1974.
En 1974, les produits de jeux périclitent et la Société des Eaux Minérales (SEM) est dans le rouge, André Bassinet cède ses parts à la COFIPA, promoteur immobilier qui annonce souhaiter se diversifier mais envisage d'abord de construire 300 à 600 villas dans le domaine boisé de la SEM. À la suite du refus de permis de construire, le PDG démissionne et laisse les banques gérer le problème. La Société Générale envisage : rénovation de la station, reprise du thermalisme, construction d'un hôtel de luxe et d'un golf, mais rien ne sera fait. Le ministère bloque l'affaire et l'administration constate : illégalité de la situation ; opportunité de créer un syndicat intercommunal ; et souhaite modifier le périmètre de la station thermale en intégrant une partie de la commune de La Tour.
En 1985, la banque Worms ayant perdu de l'argent avec la SEM vend les terrains, puis cède le casino à la famille Raineau. C'est l'occasion du retour des « grecs » mais plus technologiques : 6 employés malhonnêtes sont arrêtés (3 croupiers et 3 caissiers), ils utilisent un dispositif de triche électronique installé par des techniciens qui eux ne seront jamais arrêtés. La famille Raineau modifie la SEM qui devient la SATHEL (Société d'Activité Thermale Et de Loisirs), mais surtout change le nom du Casino de Charbonnières qui devient successivement : Newcasino, puis Casino du lion vert, et Casino Le Lyon vert. La commune de Charbonnières engage des recours contre le changement de nom, mais le juge des référés se déclare incompétent. Et la commune de La Tour impose que la carte de visite de l'établissement soit complétée par « à la Tour-de-Salvagny » et elle sera vigilante jusqu'en 1991 pour que cela soit respecté. Le casino n'est donc plus « de Charbonnières ».

L'histoire du casino désormais « de la Tour » ne devrait plus figurer sur cette page mais achevons tout de même de la raconter. La famille Raineau va profiter du décret que le ministre Charles Pasqua signe deux jours avant sa fin de fonction et qui autorise l'entrée en France des « bandits manchots ». La nouvelle direction installe 300, puis 100 de plus, de ces machines à sous venant des États Unis. Le casino possède ainsi le plus gros parc de machines à sous de France. Cette année 1991 est terrible pour la famille Raineau car le PDG et le directeur du casino sont incarcérés pour une obscure affaire antérieure à leur venue sur Charbonnières. Cette incarcération sera conclue cinq ans après par un non lieu, mais elle a entrainé la fermeture du casino et sa vente au groupe Partouche. Le nouveau propriétaire fait des travaux de rénovation et permet au casino de la Tour de passer à la première place des casinos français en 1997, place qu'il perdra notamment en 2004 au profit de celui d'Enghien-les-Bains (Val-d'Oise). Le groupe Partouche crée également l'hôtel de luxe Le Pavillon à l'emplacement de la source, il privatise la Promenade des Bains et condamne ainsi l'entrée du domaine du casino par Charbonnières.

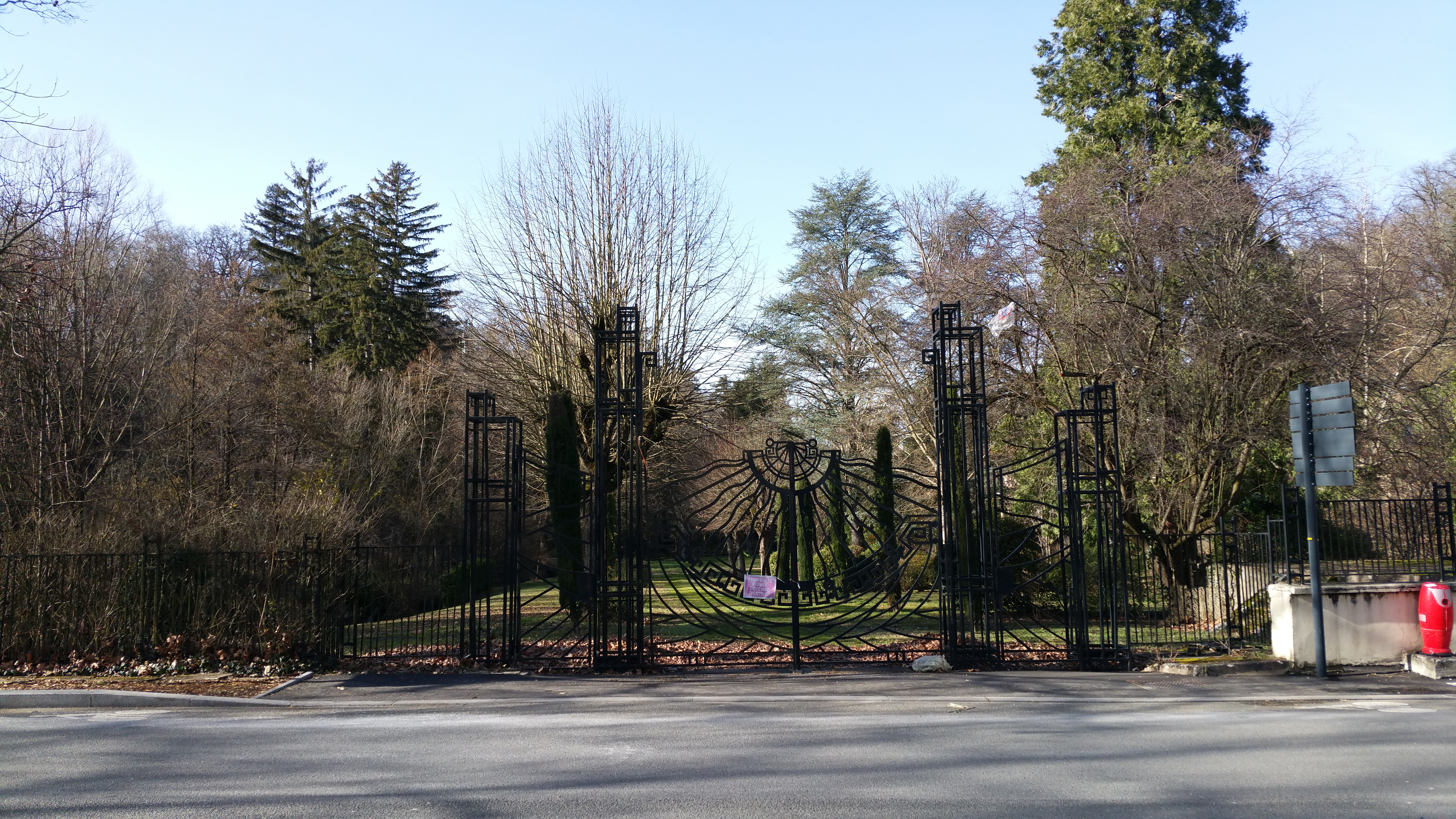
Autrefois, la Promenade des bains était ouverte au public qui pouvait longer la rivière jusqu'au casino
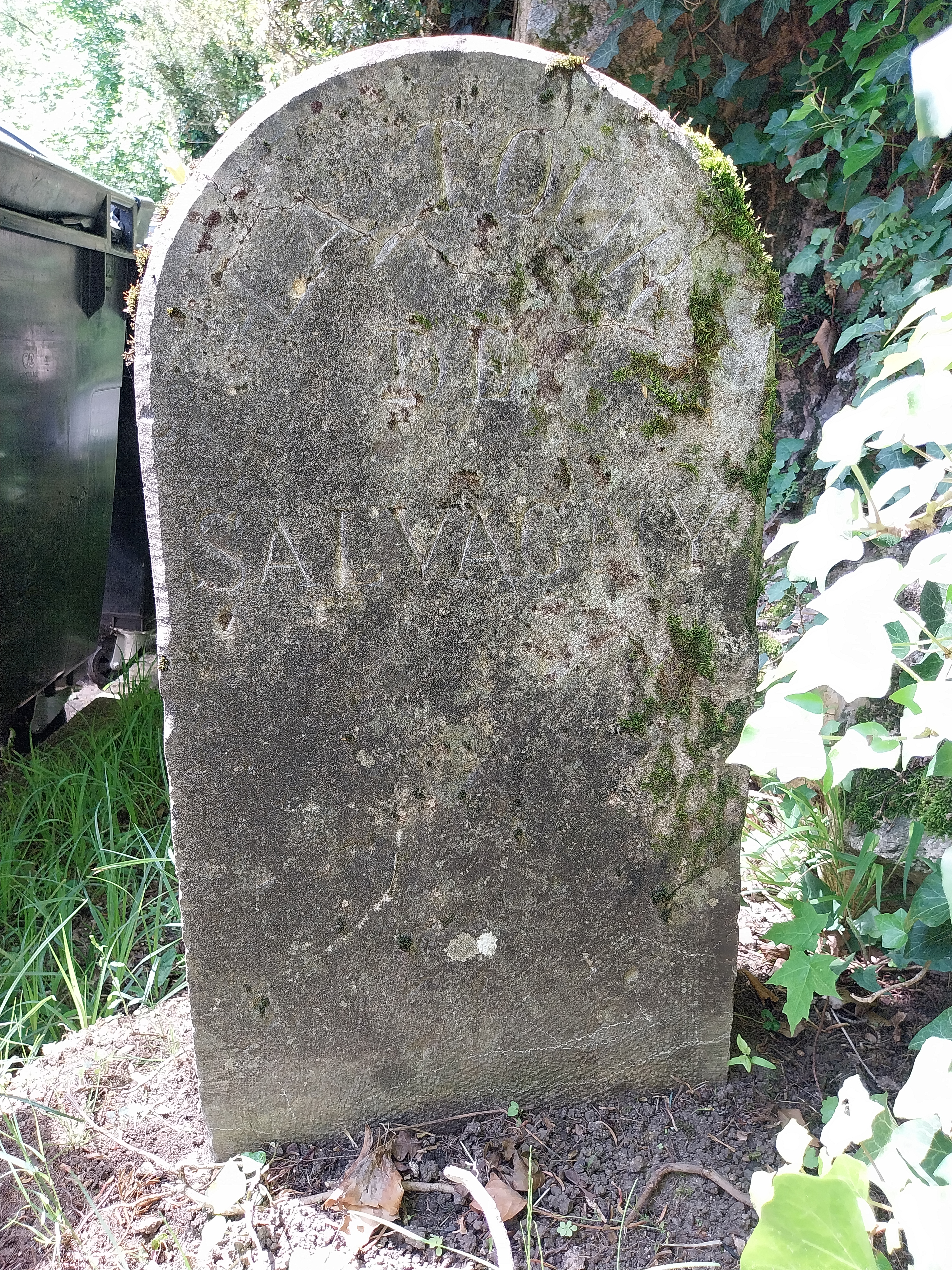
Borne "La Tour de Salvagny" placée à la limite des deux communes sur la Promenade des bains
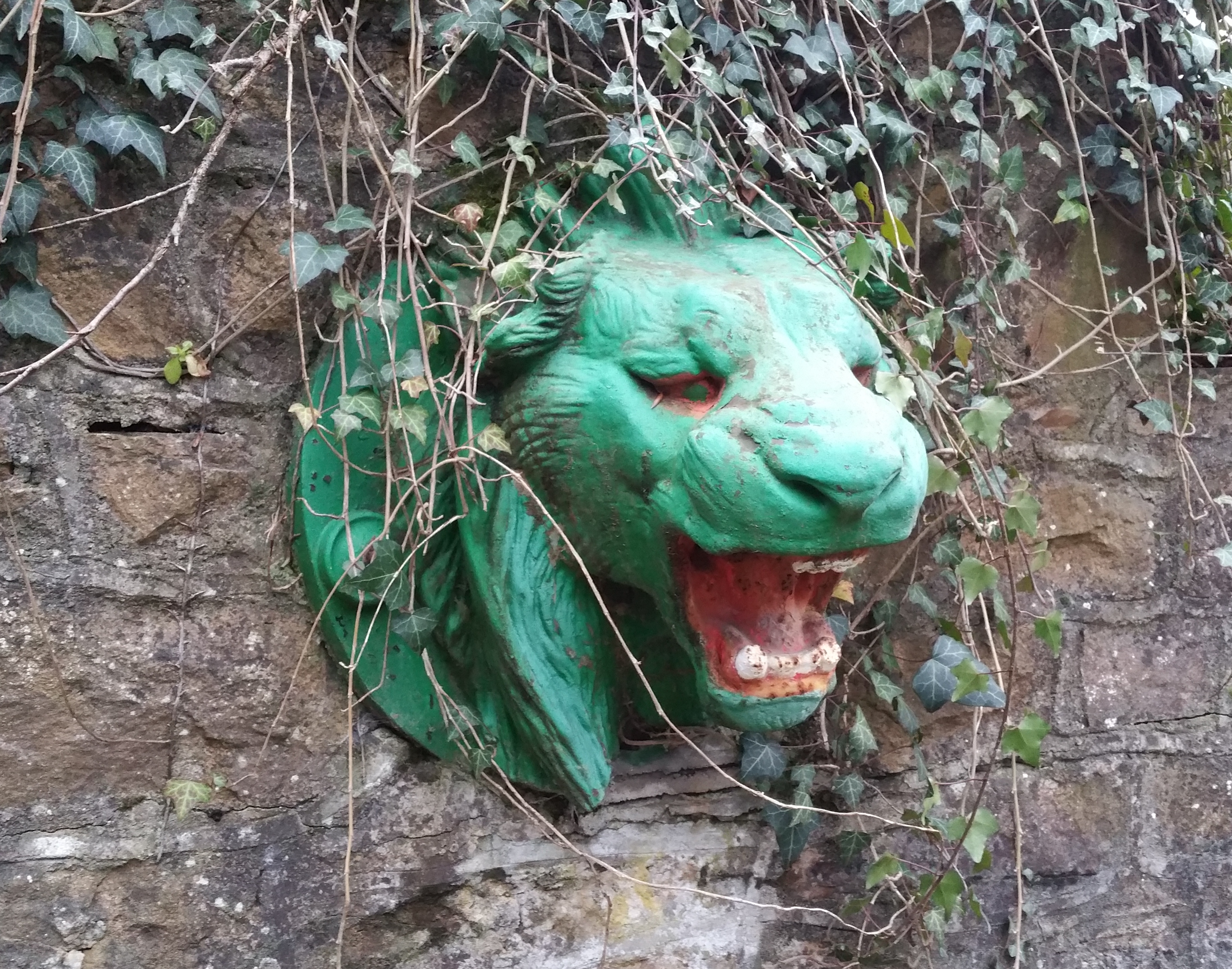
Ancien décor de la piscine thermale, repeint aux couleurs du Lyon vert lors de la vente du parc thermal et du casino
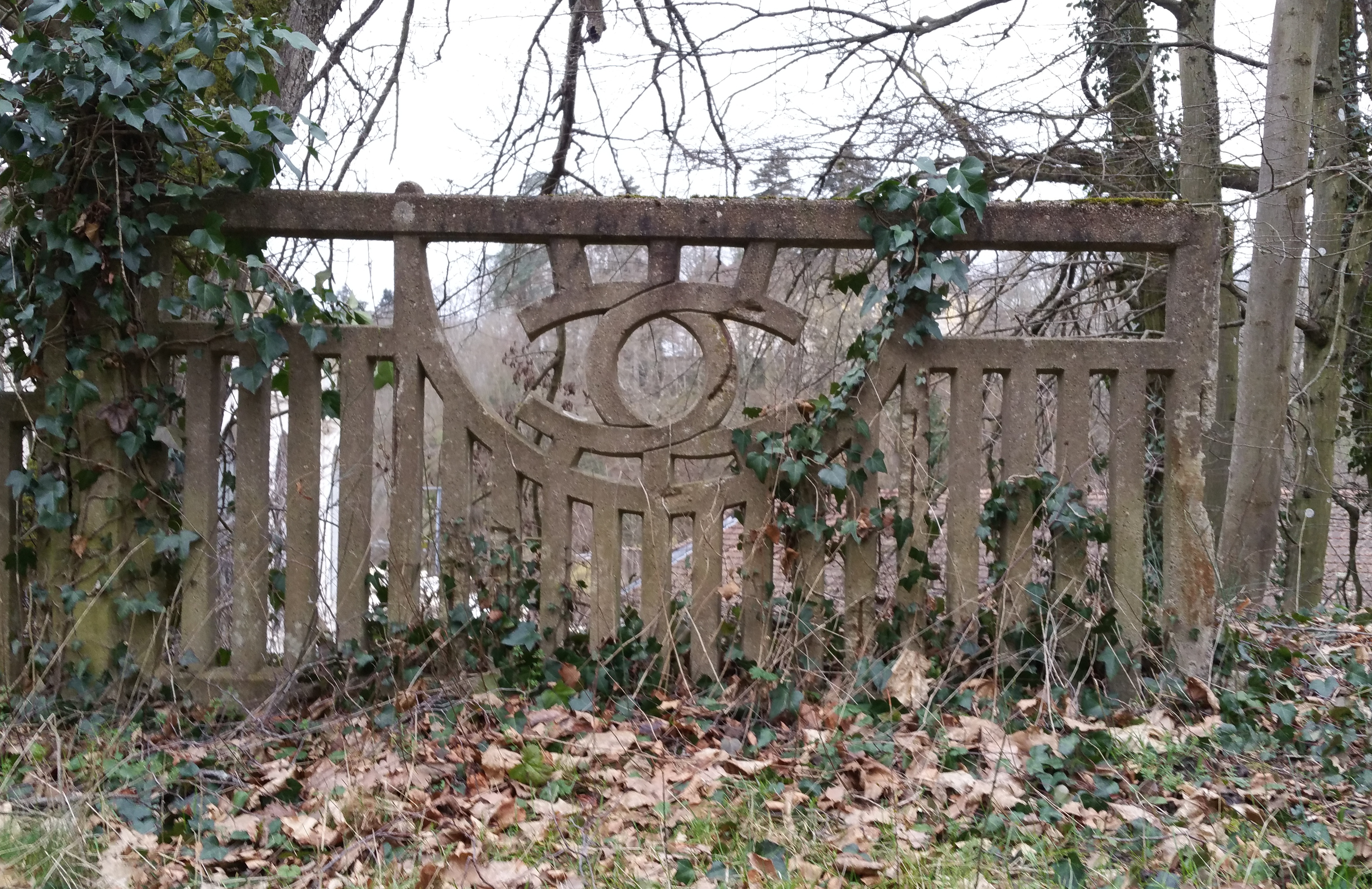
Vestige du Casino de Charbonnières avec son logo aux initiales CC entrelacées
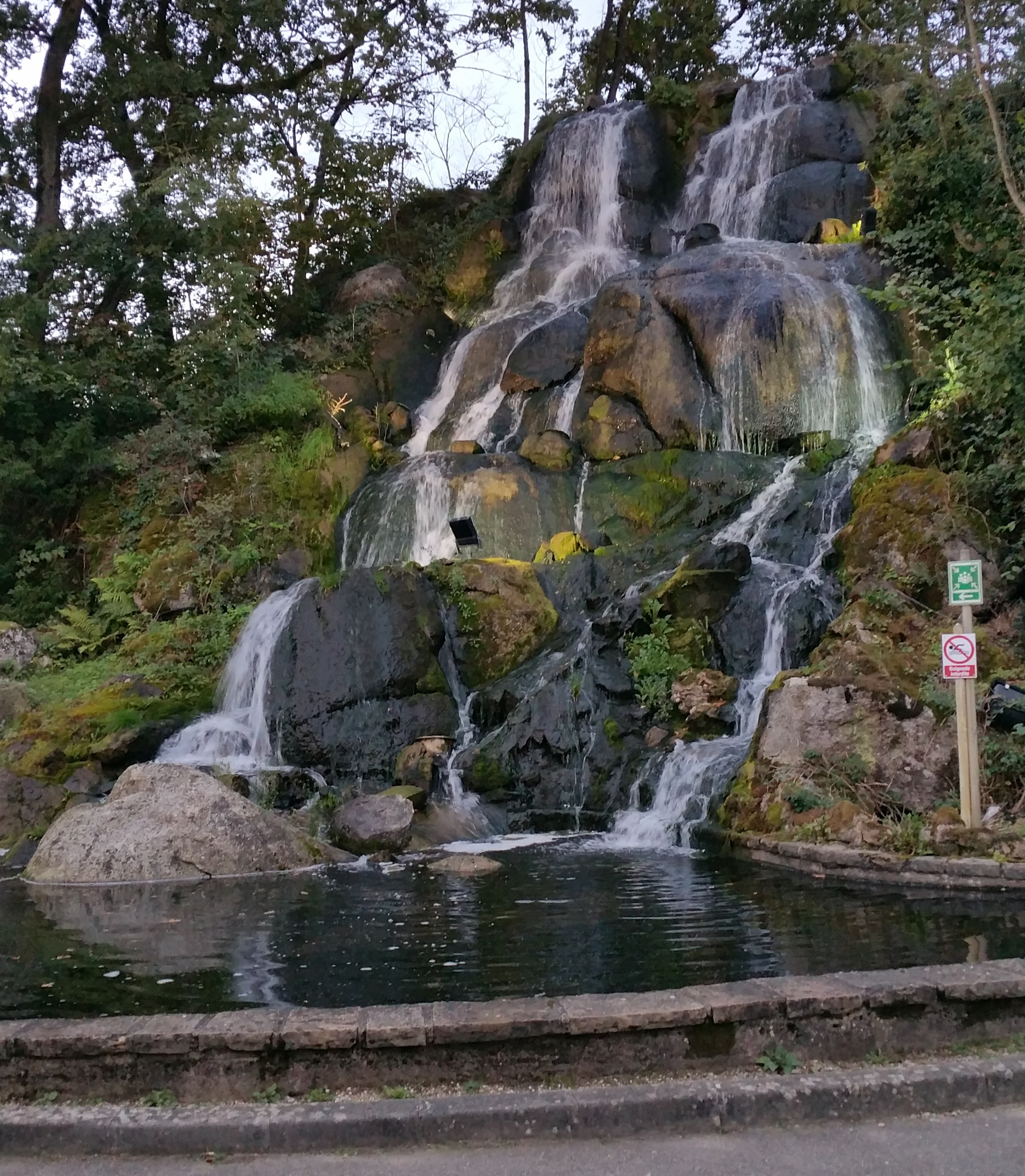
Cascade artificielle du Casino de Charbonnières

Depuis avril 2024, le casino s'appelle Pasino Grand La Tour de Salvagny après 2 ans de travaux.
Pour suivre l'histoire du casino de la Tour de Salvagny consulter Thermes et casino.

#### Le festival de Lyon-Charbonnières
Georges Bassinet en a l'idée en 1939 qu'il confirme en 1942 lorsque le Théâtre romain de Fourvière est entièrement dégagé. il convainc le directeur du Syndicat d'initiative Eugène Simon. Et ensemble, en 1949, ils persuadent Édouard Herriot d'y organiser des spectacles en journée puis en soirée en électrifiant le site. La première année du festival, en 1949, Eugène Simon décède, et Georges Bassinet prend la présidence du festival pour 6 ans. Il donnera à cet évènement et à Charbonnières, une dimension internationale. La Société des Eaux Minérales de Charbonnières finance le festival pendant 11 ans, elle se retire de l'organisation du Festival en 1960, André Bassinet la jugeant trop onéreuse. La ville de Lyon poursuivra seule la dynamique à travers les Nuits de Fourvière.
Ce festival utilisera pour la première fois en soirée, le Théâtre antique de Fourvière, et de nombreux autres lieux sur Lyon, dont la cour intérieure du Palais Saint-Pierre, le Parc de la Tête d'or et, bien sûr le Casino de Charbonnières. La programmation de juin à juillet fait la part belle au théâtre, la danse, la musique classique mais aussi les variétés. En 1951 on compte jusqu'à 31 mille spectateurs qui peuvent venir de loin puisque 11 bureaux de locations sont ouverts à l'étranger.
Pour le bimillénaire de la ville de Lyon, en 1958, le festival est prolongé du 28 mai au 18 octobre. Parmi les spectacles : 1000 choristes du mouvement  À Cœur Joie sous la direction de César Geoffray y interprétent la Naissance d'une cité.

#### L'hippodrome
Sans rapport avec l'expérience de l'asinodrome de la fin du XIXe siècle, Georges Bassinet souhaite dès 1929 adjoindre au Casino un champ de course. il en décide la création de façon opportune puisque l'hippodrome de Villeurbanne doit fermer, ce qui finalement ne se fera pas et conduira la ville de Lyon à la création de l'hippodrome de Parilly. Le lieu de construction est envisagé sur le bois de l'étoile à Charbonnières, mais sur ce vaste terrain un propriétaire s'y oppose. Il s'agit du maire de la Tour-de-Salvagny, éleveur de chevaux de trot qui voit son plus grand intérêt à localiser cet établissement sur sa commune. L'hippodrome de la Tour-de-Salvagny est inauguré avec un grand succès et une forte affluence le 4 juillet 1932. La réalisation est exemplaire et la qualité des pistes est au plus haut mais l'opération financière s'avérera ruineuse pour le Casino. L'hippodrome de Villeurbanne ne ferme pas et concurrence le nouveau venu auquel le Grand Camp ne laisse que deux puis 7 « grandes réunions » par an, rythme de croisière sur les 20 années de son fonctionnement et ne lui permet pas de rentabilisation. L'hippodrome de la Tour-de-Salvagny ferme le 17 septembre 1965.

### Évolution urbaine et transports
À l'origine, l'habitat est dispersé sur l'ensemble de la future commune, puis la plupart des habitants se regroupent autour de l'église, sur le flanc est du coteau au-dessus du ruisseau de Charbonnières, exposé au soleil couchant. Plus tard, avec l'activité thermale, le quartier des eaux se développe. Par exemple, en 1846 sa population s’accroit à la belle saison de 12 à 15000 âmes plus 2 à 3000 le dimanche. Ce quartier d'attraction saisonnière devient progressivement le nouveau centre de la commune avec de nombreux hôtels, on en compte une douzaine en 1860 ainsi que plusieurs meublés.
En 1876, la gare de Charbonnières est inaugurée, elle renforce encore la centralité de la commune près de la source. La ligne de chemin de fer va de Lyon Saint Paul à Montbrison, c'est la ligne Mangini. Électrifiée en 1954 sur le tronçon Lyon Saint Paul Charbonnières, la traction vapeur continuant de fonctionner sur le reste du parcours. La voie est utilisée depuis 2012 par le tram-train de l'Ouest lyonnais jusqu'à Sain-Bel.
La ligne de chemin de fer La ligne de Paray-le-Monial à Givors-Canal passe sur la commune dans le quartier du Méridien. La halte des Flachères ouvre en 1906, elle devient station en 1924. Cette voie reliant autrefois Lyon à Lozanne est malheureusement sous exploitée, faible fréquence et rupture de charge à Tassin, depuis les travaux du tram-train de l'ouest lyonnais en 2008.
Pour l'accès routier à la commune, un axe structurant est créé en 1924, il s'agit de l'avenue Jean-Bergeron qui permet de longer la vallée du ruisseau de Charbonnières. Avant cette création, la principale voie reste la rue des Eaux qui va de la route de Paris jusqu'à la source en passant devant la mairie et l'église, elle croise la route de Paris au Méridien, c'est à cet endroit qu'arrivent les touristes et curistes par, notamment, de 1905 à 1907 le premier trolleybus à perches de France, système Schiemann. Proches du lieu-dit du Méridien ceux du Ravet et des Flachères se développent dans les années 2020 avec l'installation de commerces et du campus numérique créé par la Région le long de la route de Paris, et à proximité de la halte des Flachères. Ce quartier du Méridien, situé entre ce lieu dit et celui du Siroux, est, historiquement, le deuxième en importance sur la commune, son développement s'est ralenti depuis les années 60 quand de nombreuses démolitions furent réalisées dans le cadre de l'installation des Assurances Françaises (bâtiment et parc devenu ensuite le siège de la Région Rhône-Alpes) de stations services et d'un hôtel.

#### Voiries et déplacement de la Maison de la Presse
La municipalité se préoccupe des voiries et des circulations. En lien avec l'affluence des curistes et touristes, le Chemin des Eaux qui permet de rejoindre la source depuis la route royale (actuelle route de Paris) est calibré à 8 mètres de large en 1833. Cet axe est jugé stratégique et est privilégié et aménagé en 1841 lorsque la création du Chemin de Grande Communication (actuelle route de Sain Bel) est projeté, la municipalité ne souhaite pas le financer car il risque de priver de clientèle le quartier des eaux.
Les rues ne sont pas goudronnées, sauf la RN7 en 1923, et la mairie installe, en 1924, des bassins d'eau pour arroser et limiter la poussière. La circulation automobile est problématique en saison d'ouverture des cures, La rue des Eaux (actuelle avenue Charles de Gaulle) est mise en sens unique avec l'avenue de la gare en 1923.
Le projet de route de la vallée longeant la voie ferrée est évoqué en 1881, il mettra 40 ans à aboutir. Son financement est problématique et organisé pour partie par souscription. Le coût total est de 600 mille francs, le Casino participe, Tassin apporte peu (2000 francs) et c'est grâce au don de l'abbé Bergeron que les derniers cent mille francs sont réunis. Ce généreux curé possède une fortune personnelle dans laquelle il a déjà puisé pour améliorer les décors de l'église,. Avec une grande marque de modestie il impose à la collectivité que la rue porte pour l’éternité son nom et sa fonction, la commune accepte. La route de la vallée est inaugurée en 1924 et s'appelle encore aujourd'hui « Avenue Jean Bergeron, Curé de Charbonnières ».
Au début des années cinquante, l'automobile prend toute sa place et la rue principale doit être remise à double sens. Pour cela, la municipalité souhaite élargir l'avenue Charles de Gaulle. On peut couper les arbres mais pas l'immeuble de La Maison de la Presse dont Monsieur Tiburce, alors propriétaire, n'est pas disposé à vendre son bien, et encore moins à le détruire. La solution est trouvée en 1956, la municipalité déplacera l'immeuble de 900 tonnes. C'est ce qui est fait du 24 au 27 juillet de cette année, avec des rails, sur 5 mètres, à l'aide de vérins hydrauliques, technologie particulièrement innovante de la société danoise Christiani & Nielsen (da) pour un cout de 2,7 millions de francs de l'époque plus les frais de remise en état de la voirie. Le temps des travaux, les commerces et les occupants n'ont pas eu à quitter les lieux. Malheureusement, cet immeuble menace d'être démoli pour laisser place à un immeuble. La mobilisation de l'association ASPEC et de la population en 2020 retarde le projet et la maison de la presse laisse place temporairement à une droguerie.

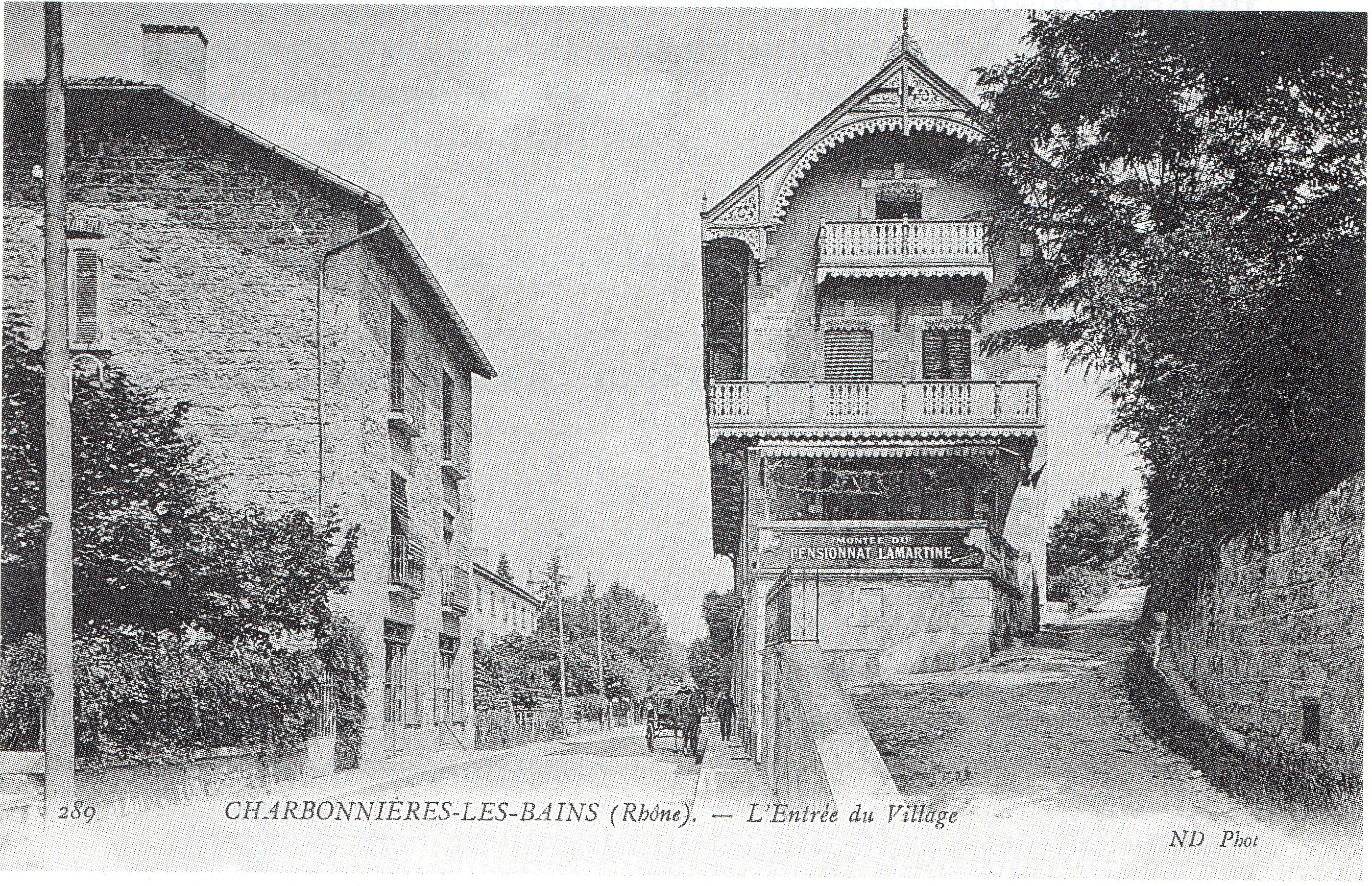
L'entrée de la rue des eaux, très étroite avant le déplacement de l'immeuble de la maison de la presse.
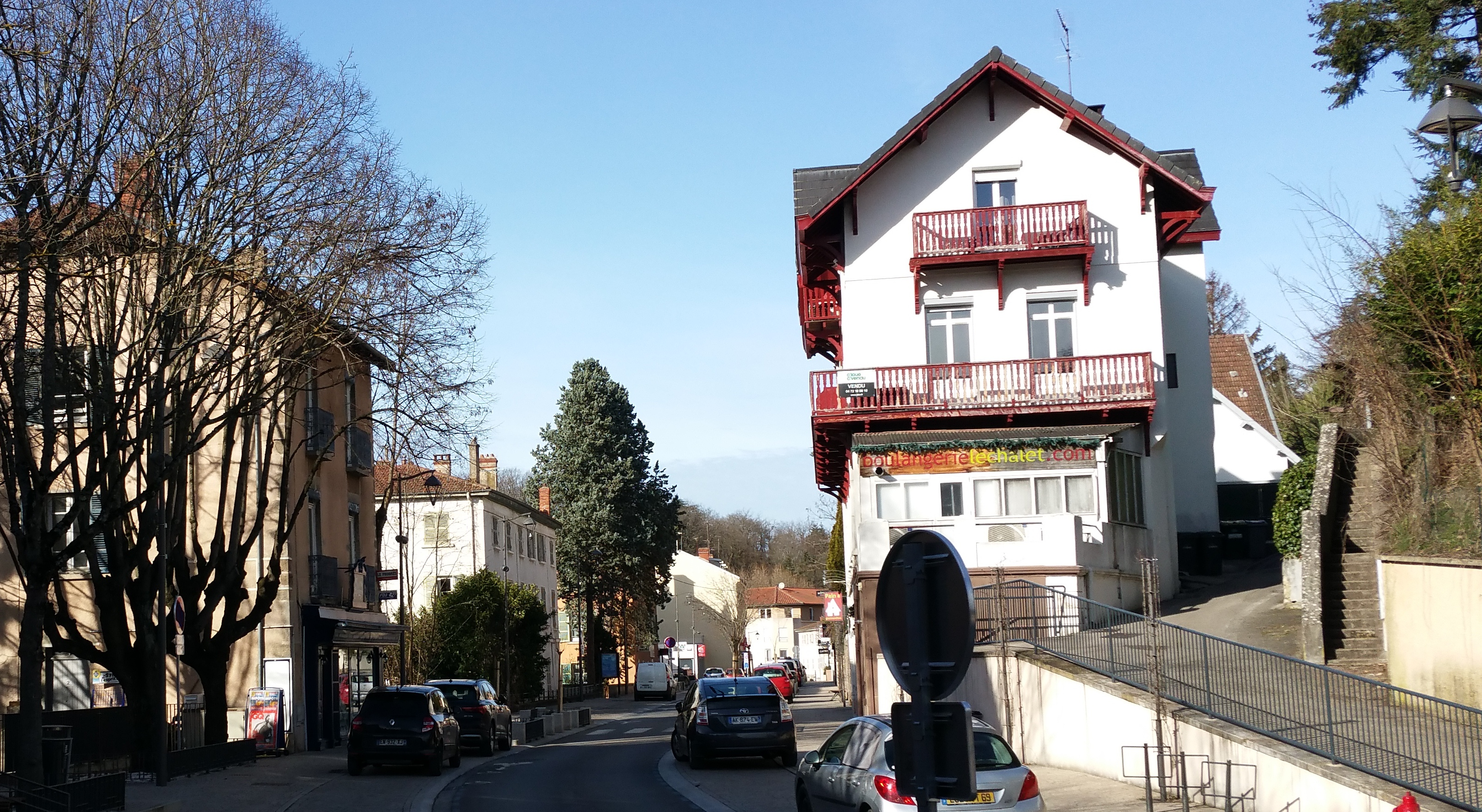
Élargie après le déplacement de la maison de la presse en 1956, état actuel de l'avenue Charles-de-Gaulle.

#### Transports et premier trolleybus à perches en France
Le train amène une clientèle nouvelle soucieuse de plaisirs champêtres, à proximité de Lyon, pour un coût modeste, à partir de 1876. Charbonnières devient une étape sur l'axe ferroviaire Lyon Bordeaux et la mise à double voie en 1877 augmente la fréquentation, jusqu'à 50 aller-retour par jour en saison juste avant la première guerre mondiale. Pour la création de la ligne de Lyon Saint Paul à Montbrison, Félix Mangini a acheté ou obtenu le ruban nécessaire à la voie mais comme cette acquisition a découpé certaines propriétés plusieurs propriétaires des parcelles amputées ont exigé qu'en dédommagement, la Compagnie de chemin de fer rachète aussi toutes les parties restantes qu'ils considèrent dépréciées. La Compagnie obtempère et rachète en 1875 en plus 25 hectares qui comprennent notamment la totalité du domaine thermal. Après avoir envisagé de diversifier ses activités avec le thermalisme, la Compagnie de chemins de fer la revend en 1880 à M. Grenier.
Au début du XIXe siècle, les omnibus sont le seul transport en commun mais avec plusieurs compagnies concurrentes l'organisation laisse à désirer et en 1850, la commune donne l'exclusivité à la Compagnie des Écossaises de Vaize (orthographe de l'époque) en contrepartie d'un service assuré toute l'année. Ils font jusqu'à 28 aller-retour par jour en saison thermale malgré une voirie quasi inexistante. Pour l'ensemble de Lyon et ses environs, les compagnies d'omnibus sont réorganisés en 1855, la Compagnie Lyonnaise d'Omnibus est créée et possède l'exclusivité du service, elle deviendra l'OTL puis les actuels TCL. Le tramway arrive en bas de la côte de la RN7, à Tassin les trois renards, en 1897, puis la ligne de tramway directe jusqu'à Lyon Bellecour est prolongée jusqu'au Méridien. Cette ligne s'appelle Bellecour-Méridien-Charbonnières-les-bains en 1919, Elle est supprimée en 1931 au profit d'un autocar dont la ligne sera prolongée jusqu'à la place Marsonnat en 1933. Cette ligne d'autocar Bellecour-Charbonnières satisfait ainsi une ancienne demande de liaison de la commune qu'elle envisageait avec un tramway longeant la voie ferrée, demande refusée définitivement en 1923.

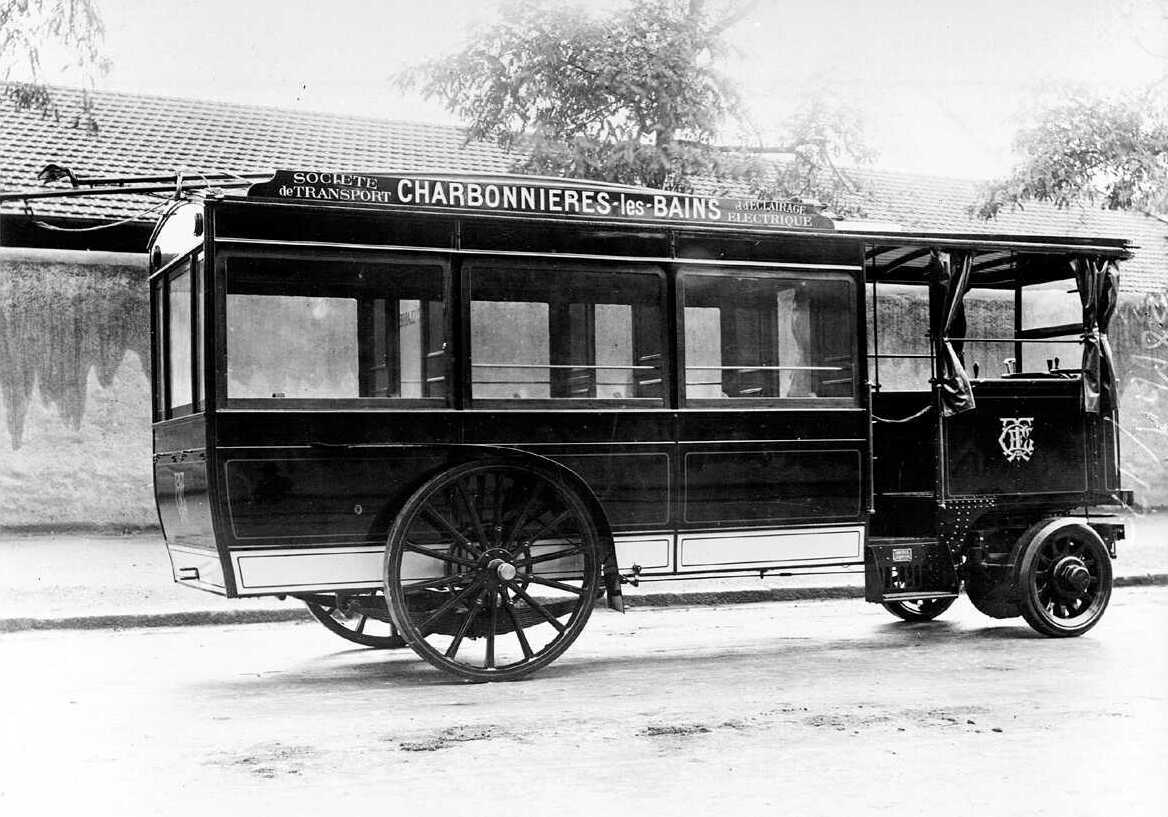
Trolleybus Schiemann circulant entre Charbonnières et Tassin de 1905 à 1907.
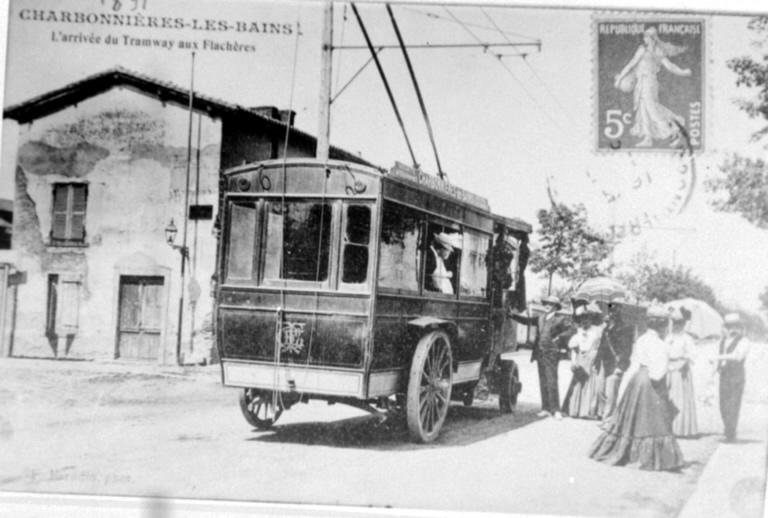
Trolleybus à perche aux Flachères.
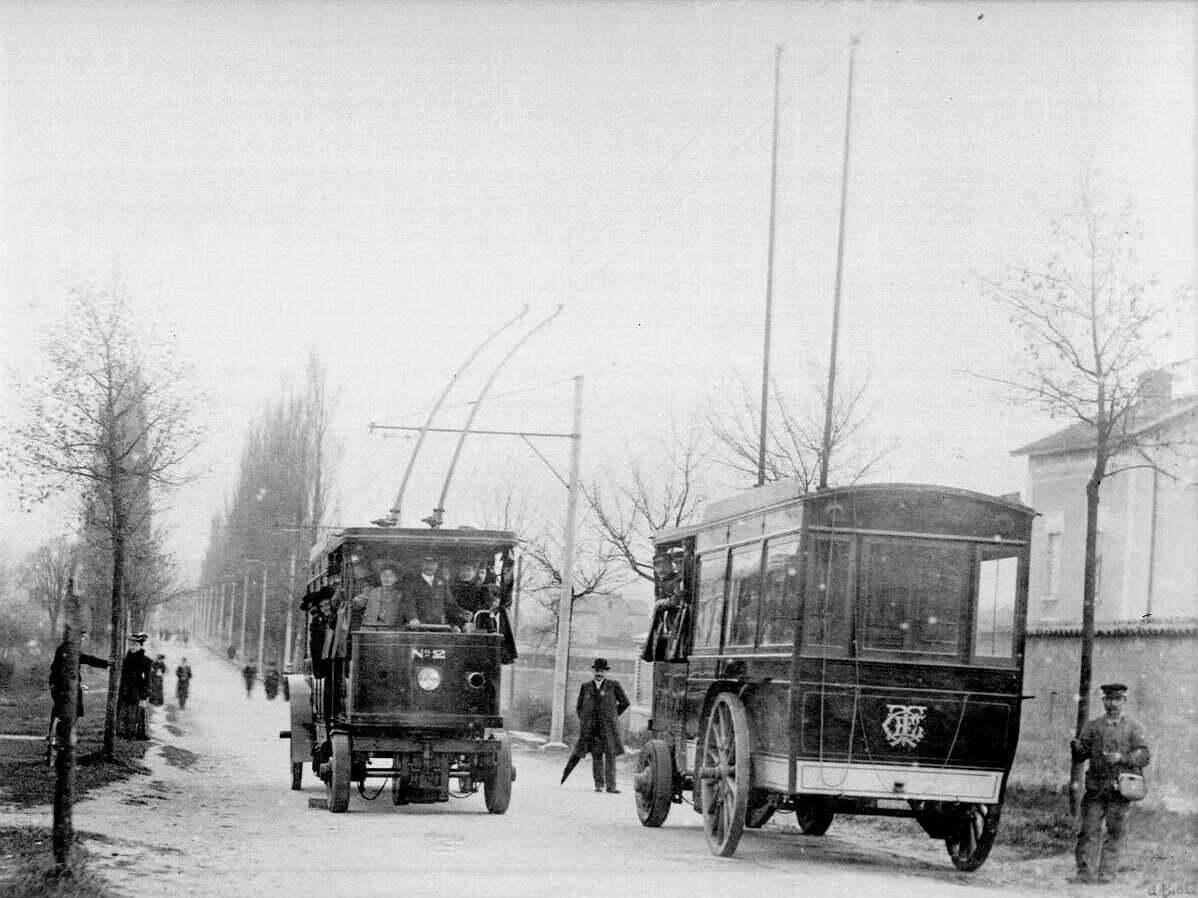
Croisement des deux Trolleys à perche.
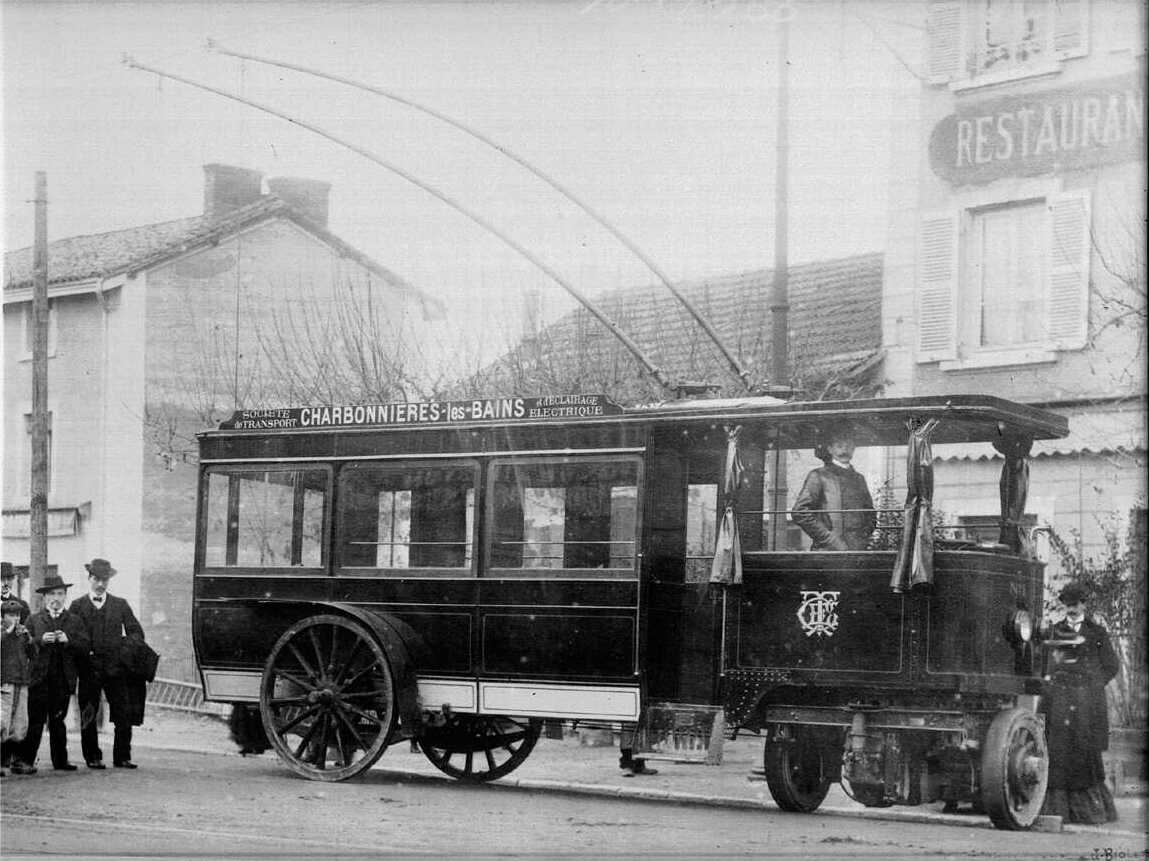
Particularité de l'essieu avant permettant le retournement.

De septembre 1905 à septembre 1907, avant la prolongation de la ligne de tramway Bellecour-Méridien, Charbonnières et Tassin sont le lieu de la première expérimentation française de trolleybus à perches que l'entrepreneur Charles Nithard met en circulation sur le tronçon Tassin-les-trois-renards le-Méridien. Cet entrepreneur est originaire de Mulhouse, il quitte l'Alsace à 17 ans et comme ses parents patriotes, refuse la nationalité allemande, ils s'installent à Lyon en 1888. Jeune ingénieur formé à Bâle spécialisé en électricité et transports, bilingue, il va pouvoir appliquer en France les techniques germanophones. Le 27 septembre 1903 le conseil municipal de Charbonnières vote à l'unanimité en faveur de son « tramway électrique sans rails, à prise de courant aérienne » face à deux projets de tramway sur rails. Charles Nithard propose accessoirement d'installer l'éclairage électrique sur la commune, ce que le conseil municipal accepte en octobre 1903. La petite Société de transport et d'éclairage électrique de Charbonnières-les-Bains est créée avec pour principaux actionnaires locaux, les entreprises de maçonnerie (dont les frères Momet) et M. Streichenberger marchand de charbon (pour fabriquer l'électricité). Charles Nithard, malgré la légende, n'est pas l'inventeur, il importe un modèle de trolley conçu par l'entreprise de Max Schiemann (de), l'origine allemande de ce véhicule restera confidentielle compte tenu du caractère inamical que la France entretient avec ce pays à l'époque, ou autrement dit, du chauvinisme anti-allemand. L'échec de l'exploitation de ce trolley est essentiellement dû au manque de rentabilité : les riches propriétaires habitant le quartier du Méridien ne l'utilisent pas en hiver ; le Casino à cause de trafics malhonnêtes n'a pas ouvert pendant les saisons 1905 et 1906 ; et la halte des Flachères est inaugurée en novembre 1906, le train devient un concurrent de poids. Pour que cet échec n'entache pas son avenir, Charles Nithard n'avouera pas son fiasco financier et laissera accroire que l'arrêt de l'exploitation du trolley est dû à une interdiction à la suite de la mort d'un élagueur électrocuté pour avoir sanctionné un des câbles électriques. Alors que l'accident, bien réel, n'est arrivé qu'en 1911, quatre années après l'arrêt de l'exploitation du premier trolleybus à perches de France. Cet échec n'enlève rien à l'exemplarité de l'innovation technique et les deux communes de Charbonnières et Tassin ont choisi, en 2013, de la commémorer en donnant le nom de Charles Nithard au rond-point situé sur la route de Paris à la limite des communes. Mais même si l'on retrouve parfois ce nom sur certains plans, l'inauguration n'a pas eu lieu et le rond-point a été débaptisé car en apprenant la conduite sous l'occupation de Charles Nithard, administrateur de biens juifs, cela ne permet plus la célébration.

## Politique et administration

### Administration territoriale
Après avoir appartenu au département du Rhône, ainsi qu'à la communauté urbaine de Lyon à partir de 1969, Charbonnières-les-Bains fait partie de la métropole de Lyon depuis le 1er janvier 2015.
Le conseil régional de Rhône-Alpes, administration et siège exécutif, est installé dans cette commune jusqu'en 2011, année où il a rejoint son nouveau siège à Lyon, dans le quartier de la Confluence. Le site de l'ancien siège a été réutilisé pour la construction du Campus Région du numérique.

### Tendances politiques et résultats
| Inscrits                            | Inscrits                 | Inscrits                 | 4 255     |             |                      |                      |
| Abstentions                         | Abstentions              | Abstentions              | 1 753     | 41,2 %      |                      |                      |
| Votants                             | Votants                  | Votants                  | 2 502     | 58,8 %      |                      |                      |
|                                     |                          |                          |           |             |                      |                      |
| Bulletins enregistrés               | Bulletins enregistrés    | Bulletins enregistrés    | 2 502     |             |                      |                      |
| Bulletins blancs ou nuls            | Bulletins blancs ou nuls | Bulletins blancs ou nuls | 25        | 1 %         |                      |                      |
| Suffrages exprimés                  | Suffrages exprimés       | Suffrages exprimés       | 2 477     | 99 %        | 79 sièges à pourvoir | 79 sièges à pourvoir |
|                                     |                          |                          |           |             |                      |                      |
| Liste                               | Tête de liste            |                          | Suffrages | Pourcentage | Sièges acquis        | Var.                 |
| Renaissance                         | Néant                    | LREM                     | 1 008     | 40,69 %     | 23 / 79              |                      |
| Union de la droite et du centre     | Néant                    | LR                       | 495       | 19,98 %     | 8 / 79               |                      |
| Europe écologie                     | Néant                    |                          | 284       | 11,47 %     | 13 / 79              |                      |
| Prenez le pouvoir                   | Néant                    | RN                       | 279       | 11,26 %     | 23 / 79              |                      |
| Les Européens                       | Néant                    | UDI                      | 90        | 3,63 %      | 0 / 79               |                      |
| Envie d'Europe                      | Néant                    | PS et PP                 | 78        | 3,15 %      | 6 / 79               |                      |
| Urgence écologie                    | Néant                    | ECO                      | 47        | 1,9 %       | 0 / 79               |                      |
| La France insoumise                 | Néant                    |                          | 44        | 1,78 %      | 6 / 79               |                      |
| Le courage de défendre les Français | Néant                    | DLF                      | 44        | 1,78 %      | 0 / 79               |                      |
| Parti animaliste                    | Néant                    |                          | 43        | 1,74 %      | 0 / 79               |                      |
| Autres listes                       | Néant                    |                          | 65        | 2,62 %      | 0 / 79               |                      |

|                          |                          |                          | Premier tour | Premier tour | Second tour | Second tour |
| ------------------------ | ------------------------ | ------------------------ | ------------ | ------------ | ----------- | ----------- |
| Inscrits                 | Inscrits                 | Inscrits                 | 4 305        |              | 4 305       |             |
| Abstentions              | Abstentions              | Abstentions              | 1 991        | 46,25 %      | 2 313       | 53,73 %     |
| Votants                  | Votants                  | Votants                  | 2 314        | 53,75 %      | 1 992       | 46,27 %     |
|                          |                          |                          |              |              |             |             |
| Bulletins enregistrés    | Bulletins enregistrés    | Bulletins enregistrés    | 2 314        |              | 1 992       |             |
| Bulletins blancs ou nuls | Bulletins blancs ou nuls | Bulletins blancs ou nuls | 22           | 0,95 %       | 91          | 4,57 %      |
| Suffrages exprimés       | Suffrages exprimés       | Suffrages exprimés       | 2 292        | 99,05 %      | 1 901       | 95,43 %     |
|                          |                          |                          |              |              |             |             |
|                          | Candidat                 | Parti                    | Suffrages    | Pourcentage  | Suffrages   | Pourcentage |
|                          | Thomas Gassilloud        | REM                      | 1 193        | 52,05 %      | 1 186       | 62,39 %     |
|                          | Sophie Cruz              | LR                       | 617          | 26,92 %      | 715         | 37,61 %     |
|                          | Agnès Marion             | FN                       | 155          | 6,76 %       |             |             |
|                          | Olivier Daudé            | FI                       | 134          | 5,85 %       |             |             |
|                          | Victor Fornito           | EELV                     | 68           | 2,97 %       |             |             |
|                          | Alain Fumey              | DVD                      | 53           | 2,31 %       |             |             |
|                          | Nadia Si Ahmed           | ECO                      | 25           | 1,09 %       |             |             |
|                          | Gerbert Rambaud          | DLF                      | 15           | 0,65 %       |             |             |
|                          | Autres candidats         | -                        | 32           | 1,4 %        |             |             |

Un second tour est tout de même organisé car au niveau de la circonscription, aucun candidat n'a obtenu plus de 50 % des suffrages représentants au moins 25 % des inscrits. Au niveau de la circonscription, Thomas Gassilloud a été élu avec 63,83 % des suffrages.
|                          |                          |                          | Premier tour | Premier tour | Second tour | Second tour |
| ------------------------ | ------------------------ | ------------------------ | ------------ | ------------ | ----------- | ----------- |
| Inscrits                 | Inscrits                 | Inscrits                 | 4 229        |              | 4 299       |             |
| Abstentions              | Abstentions              | Abstentions              | 704          | 16,65 %      | 979         | 22,77 %     |
| Votants                  | Votants                  | Votants                  | 3 525        | 83,35 %      | 3 320       | 77,23 %     |
|                          |                          |                          |              |              |             |             |
| Bulletins enregistrés    | Bulletins enregistrés    | Bulletins enregistrés    | 3 525        |              | 3 320       |             |
| Bulletins blancs ou nuls | Bulletins blancs ou nuls | Bulletins blancs ou nuls | 31           | 0,88 %       | 331         | 9,97 %      |
| Suffrages exprimés       | Suffrages exprimés       | Suffrages exprimés       | 3 494        | 99,12 %      | 2 989       | 90,03 %     |
|                          |                          |                          |              |              |             |             |
|                          | Candidat                 | Parti                    | Suffrages    | Pourcentage  | Suffrages   | Pourcentage |
|                          | F. Fillon                | LR                       | 1 726        | 49,4 %       |             |             |
|                          | E. Macron                | EM!                      | 964          | 27,59 %      | 2 419       | 80,93 %     |
|                          | M. Le Pen                | FN                       | 301          | 8,61 %       | 570         | 19,07 %     |
|                          | J. L. Mélenchon          | FI                       | 263          | 7,53 %       |             |             |
|                          | B. Hamon                 | PS                       | 107          | 3,06 %       |             |             |
|                          | Autres candidats         | -                        | 133          | 3,81 %       |             |             |

Lors de cette élection, F. Fillon est arrivé en tête au 1er tour dans cette commune. Mais les deux candidats qualifiés pour le 2d tour sont E. Macron et M. Le Pen. Pour rappel, les résultats nationaux du 2d tour sont E. Macron 66,10 % (candidat élu) et M. Le Pen 33,90 %.

### Politique du logement
La commune compte un fort déficit de logements sociaux, en 2015 Le Monde la classait même parmi les « rebelles à la loi SRU », moins d'une dizaine de communes ayant subi la peine maximale du quintuplement de leur pénalité. Le maire considère en 2023 avoir « redressé la barre, mais il y a encore du chemin à faire », malgré un gros projet de logements étudiants en lien avec le Campus numérique, la commune n'est toujours pas à l'abri d'un nouveau constat de carence comme celui qui l'avait fait mettre sous tutelle par la préfecture du Rhône de 2015 à 2017.

### Politique de développement durable
La commune a engagé une politique de développement durable en lançant une démarche d'Agenda 21 en 2008.

### Budget et fiscalité
Les produits des jeux représentent près d'un tiers des ressources annuelles de la commune. À la suite de la crise sanitaire de la Covid-19, le Casino a dû fermer et la perte de redevances a, en partie, été compensée grâce une indemnité versée par l’État au titre de 2020. Pour boucler le budget primitif 2021, la Municipalité a décidé de lever un nouvel impôt en fiscalisant la contribution annuelle du Sigerly (Syndicat de gestion des énergies de la région lyonnaise).

### Jumelage
- Bad Abbach (Allemagne) depuis 1978[141].

Le pont « Charbonnières-les-Bains » sur le Danube à Bad Abbach, ville d'Allemagne, jumelée depuis 1978.

Pour le dixième anniversaire, inauguration du pont « Charbonnières-les-Bains » sur le Danube à Bad Abbach et le Rallye européen Charbonnières-les-bains Bad Abbach réunit 107 participants sur des voitures anciennes.
Lors du trentième anniversaire de ce jumelage, un ouvrage avec un CD de musique a été édité.

## Population et société

### Démographie
L'évolution du nombre d'habitants est connue à travers les recensements de la population effectués dans la commune depuis 1793. Pour les communes de moins de 10 000 habitants, une enquête de recensement portant sur toute la population est réalisée tous les cinq ans, les populations de référence des années intermédiaires étant quant à elles estimées par interpolation ou extrapolation. Pour la commune, le premier recensement exhaustif entrant dans le cadre du nouveau dispositif a été réalisé en 2004.

En 2022, la commune comptait 5 272 habitants, en évolution de +5,1 % par rapport à 2016 (Rhône : +3,93 %, France hors Mayotte : +2,11 %).
| 1793 | 1800 | 1806 | 1821 | 1831 | 1836 | 1841 | 1846 | 1851 |
| ---- | ---- | ---- | ---- | ---- | ---- | ---- | ---- | ---- |
| 250  | 195  | 291  | 279  | 346  | 368  | 396  | 486  | 585  |

| 1856 | 1861 | 1866 | 1872 | 1876 | 1881 | 1886 | 1891 | 1896 |
| ---- | ---- | ---- | ---- | ---- | ---- | ---- | ---- | ---- |
| 585  | 602  | 621  | 602  | 710  | 839  | 974  | 954  | 931  |

| 1901 | 1906 | 1911 | 1921  | 1926  | 1931  | 1936  | 1946  | 1954  |
| ---- | ---- | ---- | ----- | ----- | ----- | ----- | ----- | ----- |
| 972  | 957  | 963  | 1 033 | 1 196 | 1 440 | 1 317 | 1 510 | 2 096 |

| 1962  | 1968  | 1975  | 1982  | 1990  | 1999  | 2004  | 2006  | 2009  |
| ----- | ----- | ----- | ----- | ----- | ----- | ----- | ----- | ----- |
| 2 148 | 2 448 | 3 086 | 3 973 | 4 033 | 4 377 | 4 541 | 4 835 | 4 675 |

| 2014  | 2019  | 2022  | - | - | - | - | - | - |
| ----- | ----- | ----- | - | - | - | - | - | - |
| 4 988 | 5 170 | 5 272 | - | - | - | - | - | - |

En complément des statistiques présentées ci-dessus, les délibérations du conseil municipal nous apportent les chiffres suivants : à la création de la commune, en 1790, la commune comptait 274 habitants, puis 282 en 1791, et 1000 en 1914.

### Enseignement
Charbonnières-les-Bains est située dans l’académie de Lyon.
La première école municipale est inaugurée en 1836, pour les garçons. En 1862, les enseignantes des filles appartiennent à la congrégation de l'enfant jésus, ce qui va poser problème en 1876 quand les deux écoles publiques de filles et de garçons vont être installées dans deux bâtiments contigus, l'institutrice ne doit pas être une religieuse,après de vives tensions dans le conseil municipal, il faudra attendre 1882 pour que les deux écoles municipales soient parfaitement laïques. L'école élémentaire actuelle dont le projet est décidé en 1933 ne sera inaugurée qu'en 1953.
La commune dépend du collège public d'enseignement général Jean-Jacques Rousseau à Tassin-la-Demi-Lune.
Le lycée général et technologique Blaise-Pascal est situé à la limite de Tassin et de Charbonnières, son adresse est sur Charbonnières.

### Santé
Un établissement thermal a fonctionné de 1845 à 1992. La station était renommée pour ses eaux ferrugineuses et ses boues. Voir son histoire ci-dessus.

### Sports
La commune comporte plusieurs sites dédiés aux pratiques sportives : le City stade, le gymnase du lycée Blaise Pascal, la salle omnisports Sainte-Luce, le Mille Club (aujourd'hui disparu pour laisser place à la Maison des Arts), le parc des sports, la piscine intercommunale et le terrain de boules.
Le rallye automobile de Lyon-Charbonnières a été créé par Georges Bassinet en 1947 grâce à l'appui de la société des eaux minérales de Charbonnières. Au début il est auto et moto. Il devient international en 1952. En 1964 la participation compte pour les championnats de France, Suisse et Allemagne, puis d'Europe en 1967. La première équipe féminine dans le rallye (Michèle Mouton et Françoise Concini) remporte le prix en 1978. En 2005 la boucle se fait, le rallye démarre et finit à Charbonnières.

### Cadre de vie
La commune est située sur un terrain vallonné et boisé. L'habitat individuel domine, même si de nombreux projets immobiliers collectifs ont vu le jour ces dernières années.

### Environnement et écologie
Le premier enlèvement des ordures ménagères est organisé par la mairie et de façon expérimentale en 1925, une fois par mois et à titre d'essai pour trois mois.
Des bacs de tri à domicile pour les emballages papiers et plastiques ont été mis en place depuis septembre 2007.
Charbonnières-les-Bains a longtemps été considéré comme le « poumon vert » de la Métropole. Cependant, depuis quelques années les abattages historiques d'arbres ainsi que l'artificialisation et la minéralisation des sols sont légion.

## Économie

### Revenus de la population et fiscalité
En 2010, le revenu fiscal médian par ménage était de 50 608 € ce qui plaçait Charbonnières-les-Bains au 265e rang parmi les 31 525 communes de plus de 39 ménages en métropole.

## Culture locale et patrimoine

### Lieux et monuments
- L'établissement thermal, aujourd'hui détruit, (site transformé en hôtel), proche du casino.
- La stèle sur le monument en mémoire de l'abbé Marsonnat, qui découvrit la source.
- Le château de La Ferrière
- Le bâtiment de la gare SNCF, construit par la Compagnie des Dombes et des chemins de fer du Sud-Est en 1875, dont la famille Mangini était administrateur et fondatrice.
- Les maisons du centre-ville à l'architecture montagnarde du début du XXe siècle
- La vierge sur la façade de l'église de l'assomption, sculptée par Robert Darnas
- Plusieurs sculptures de Michel Moyne sont exposées dans le Bois de la lune[158].
- Les nombreuses villas du XIXe siècle, notamment celles de l'avenue Louis-Momet, lieu-dit Les Flachères

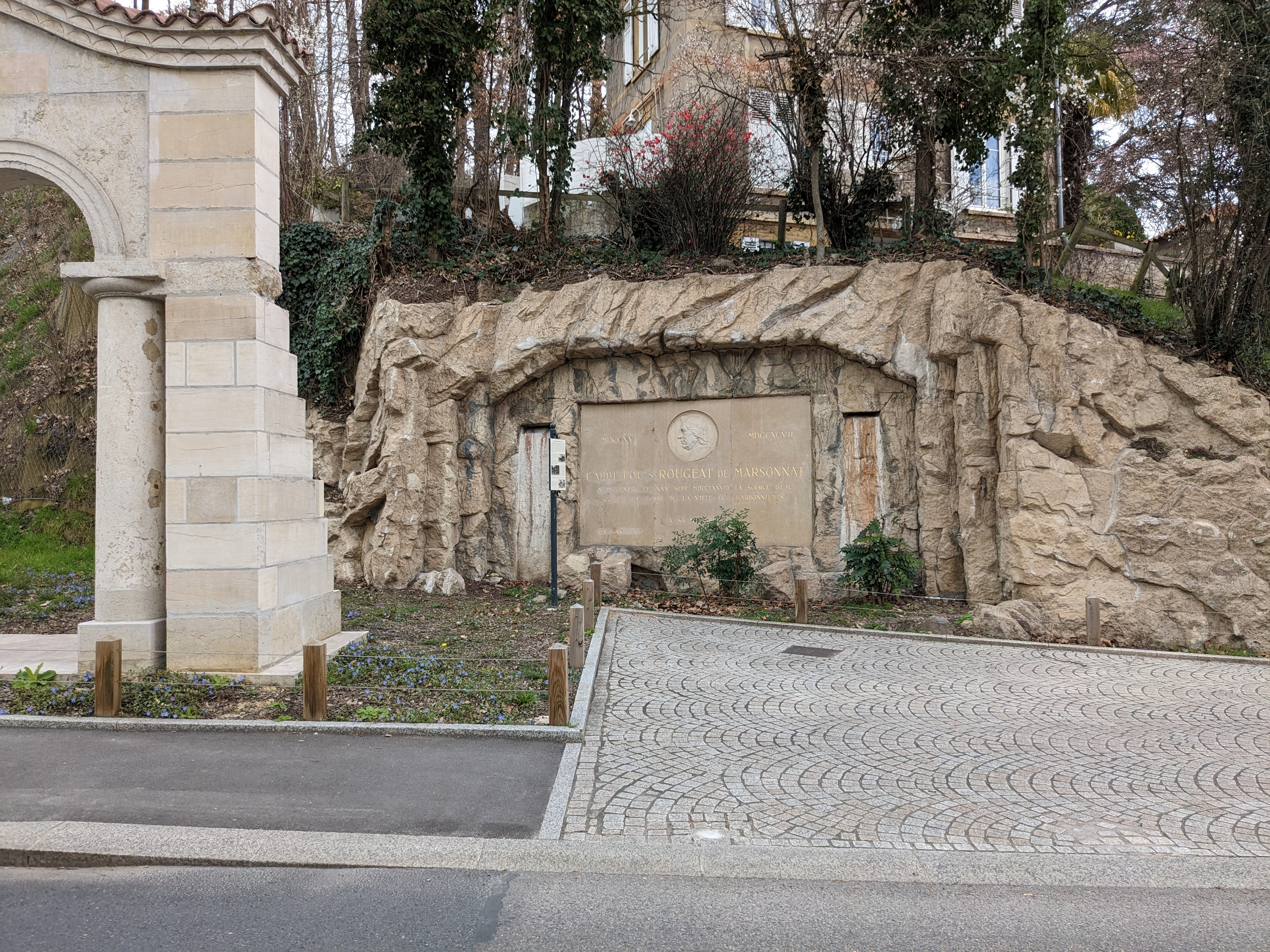
Monument à l'Abbé Louis Rougeat de Marsonnat
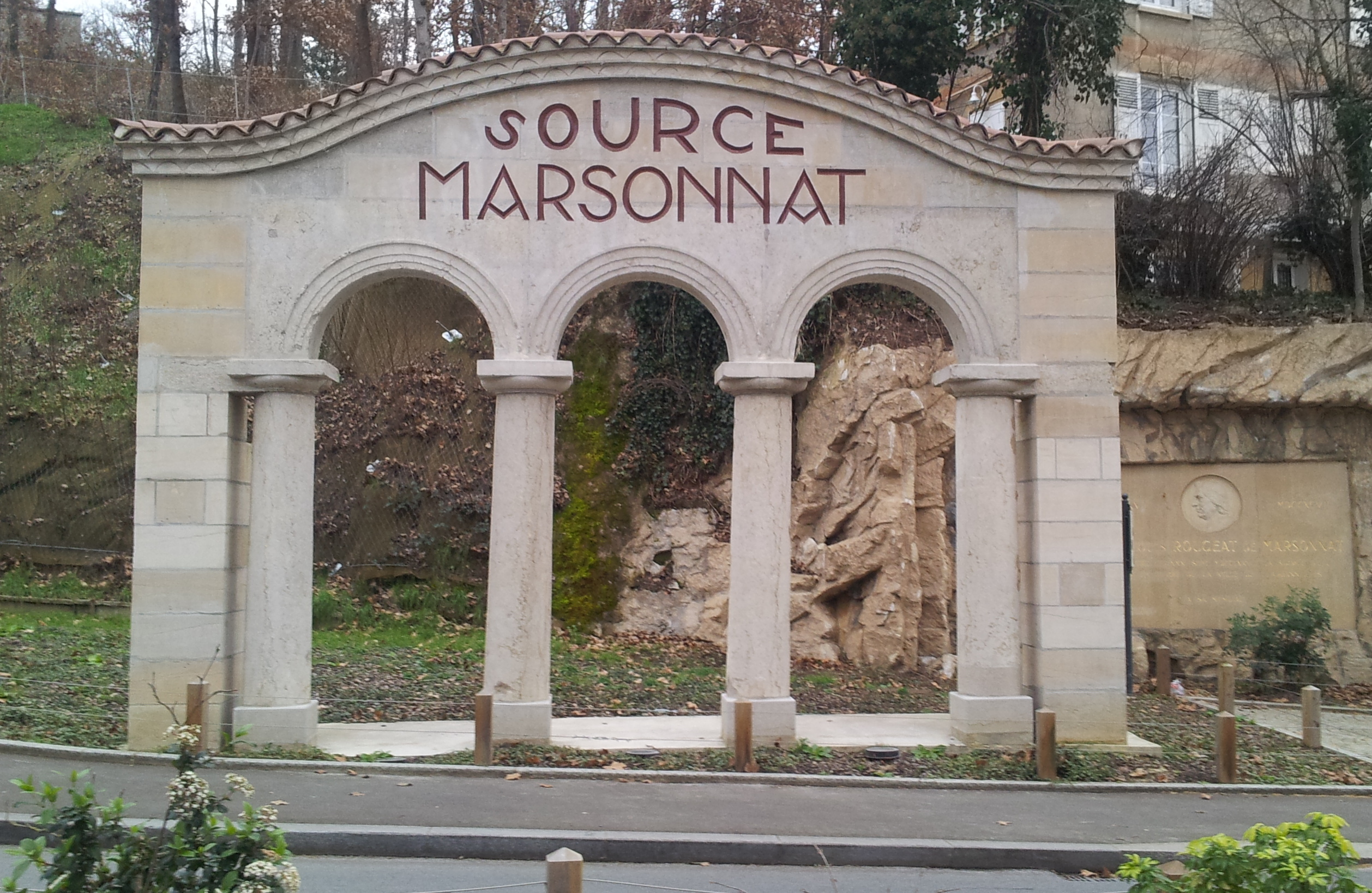
Arcades du deuxième établissement thermal et du pavillon de la source
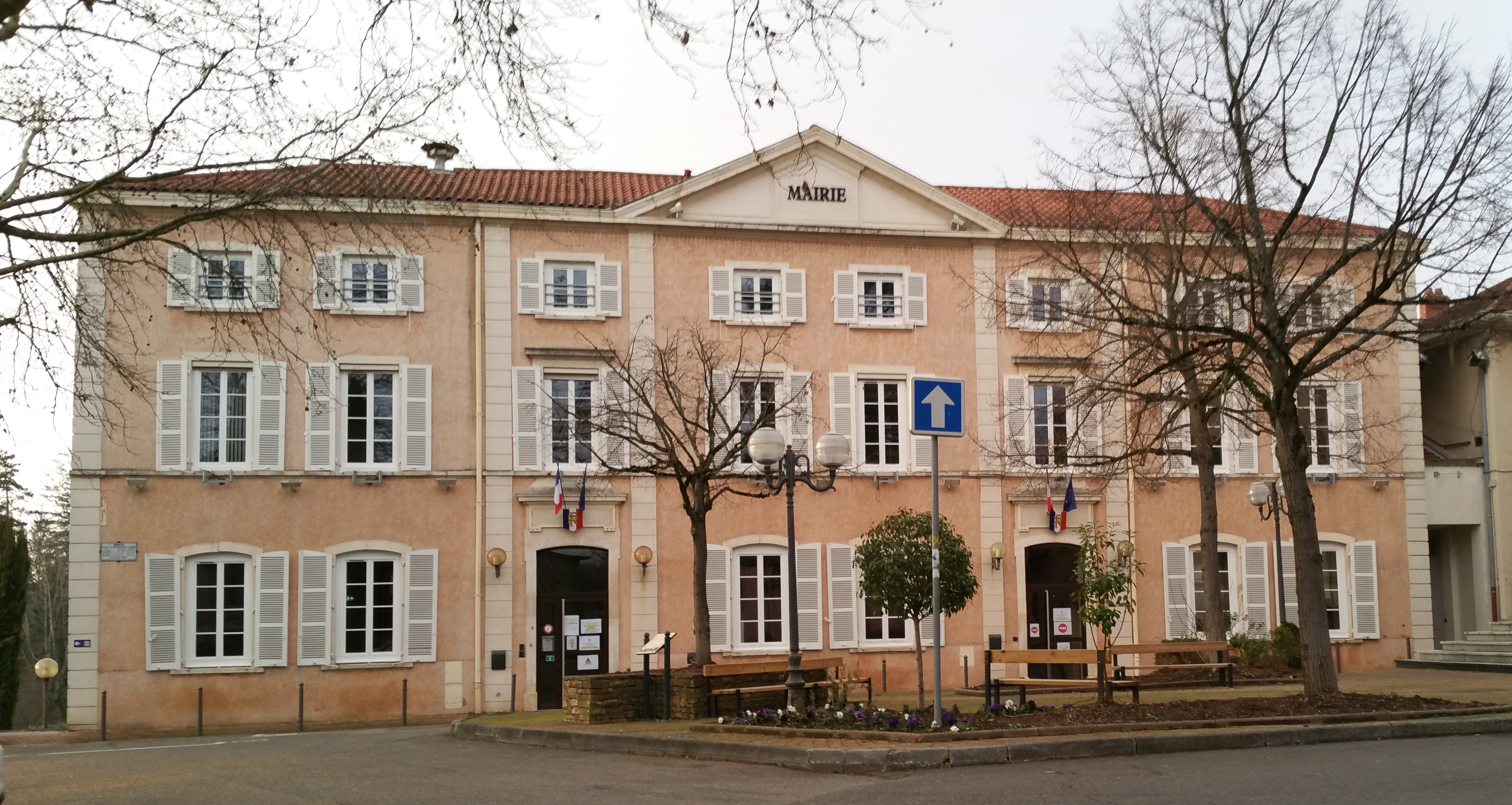
Mairie
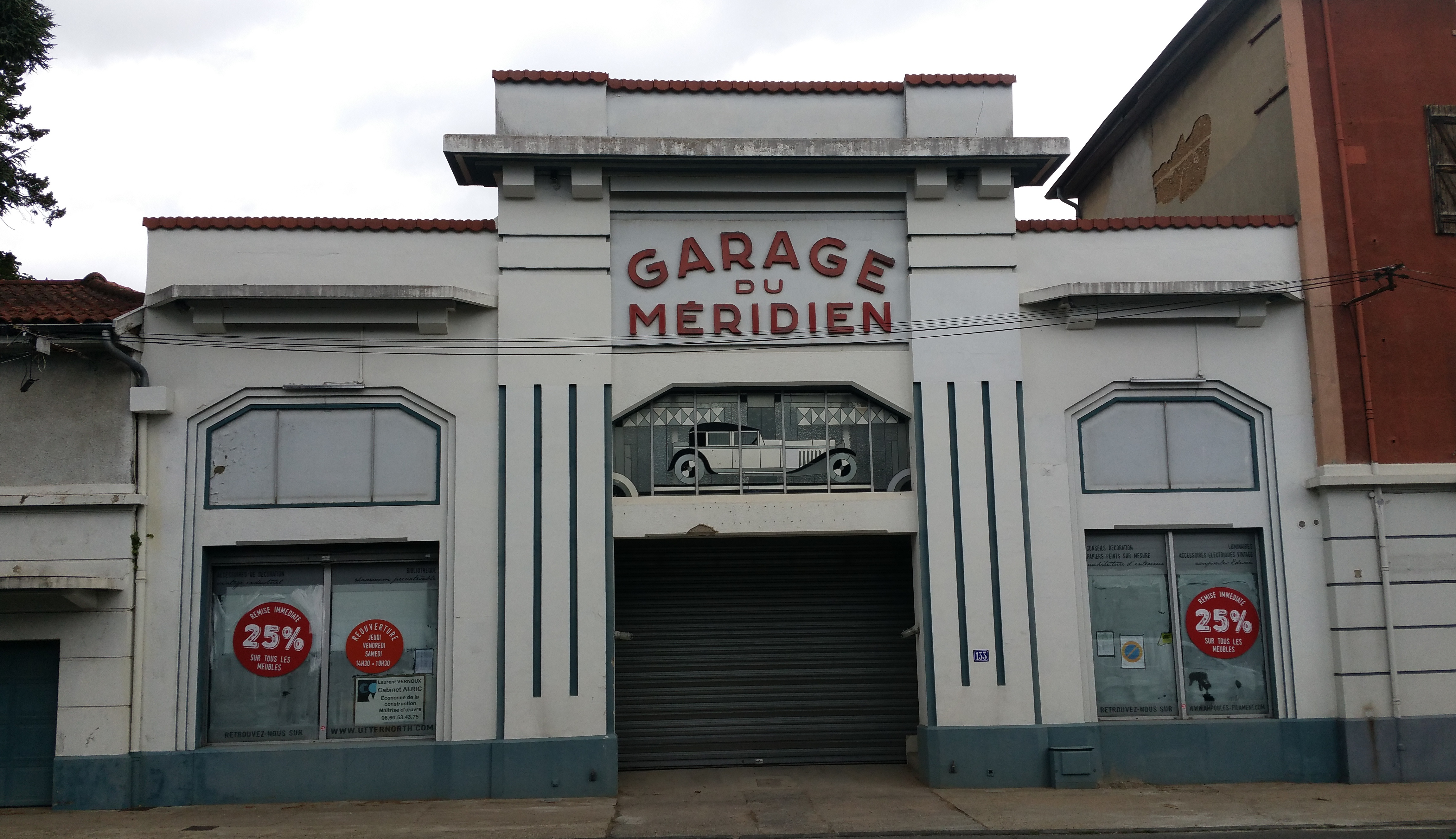
Garage du Méridien sur la route de Paris
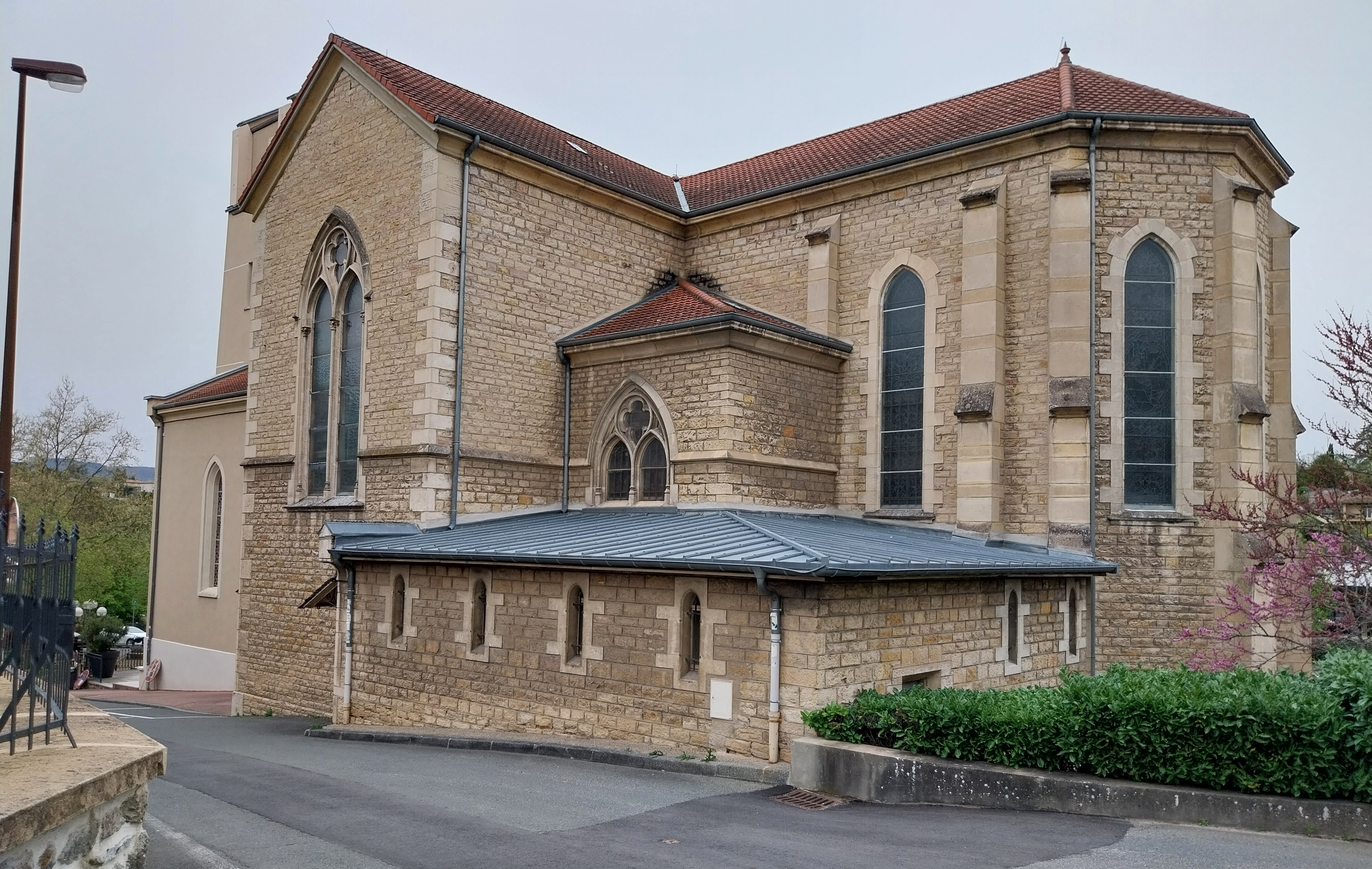
Église Notre Dame de l'Assomption
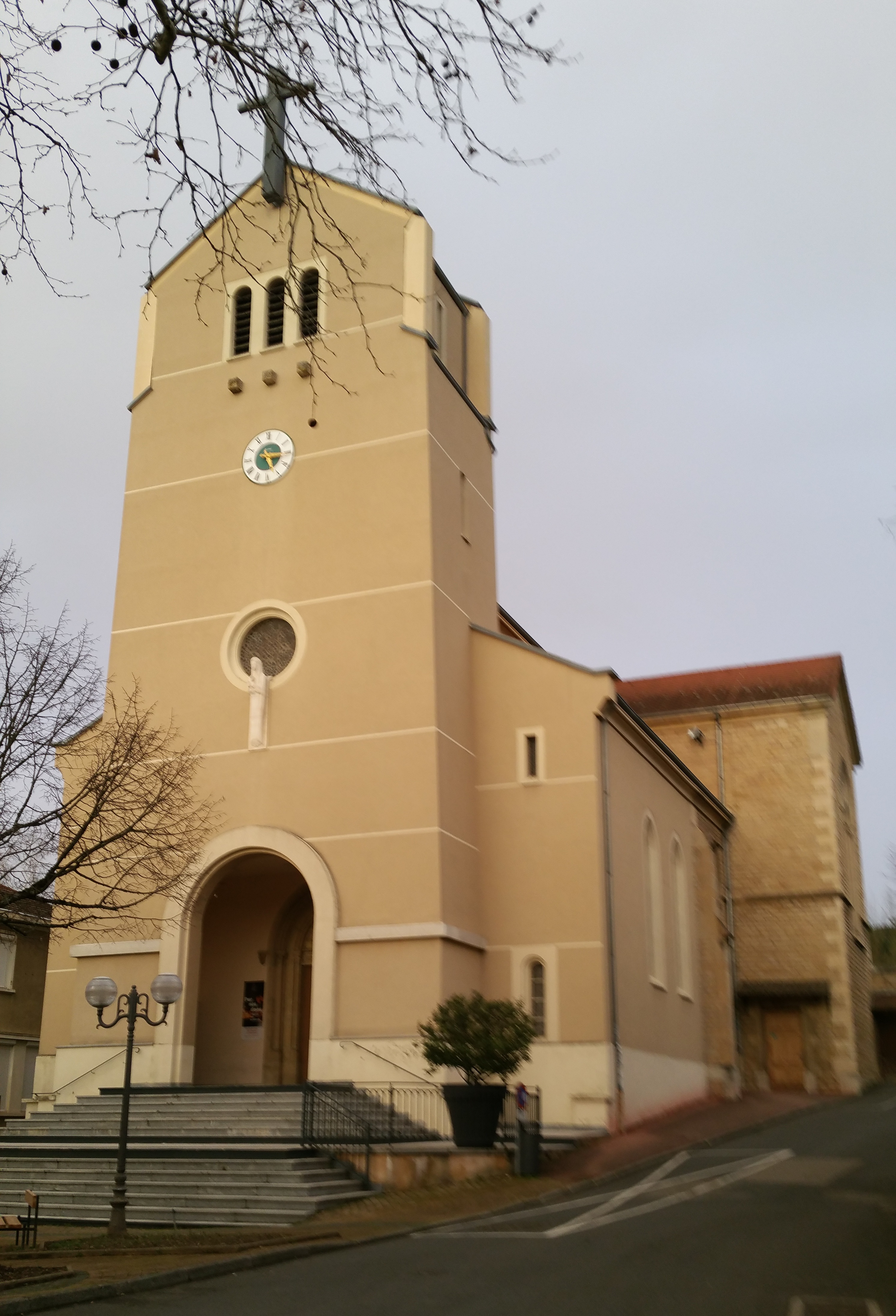
Clocher de l'église
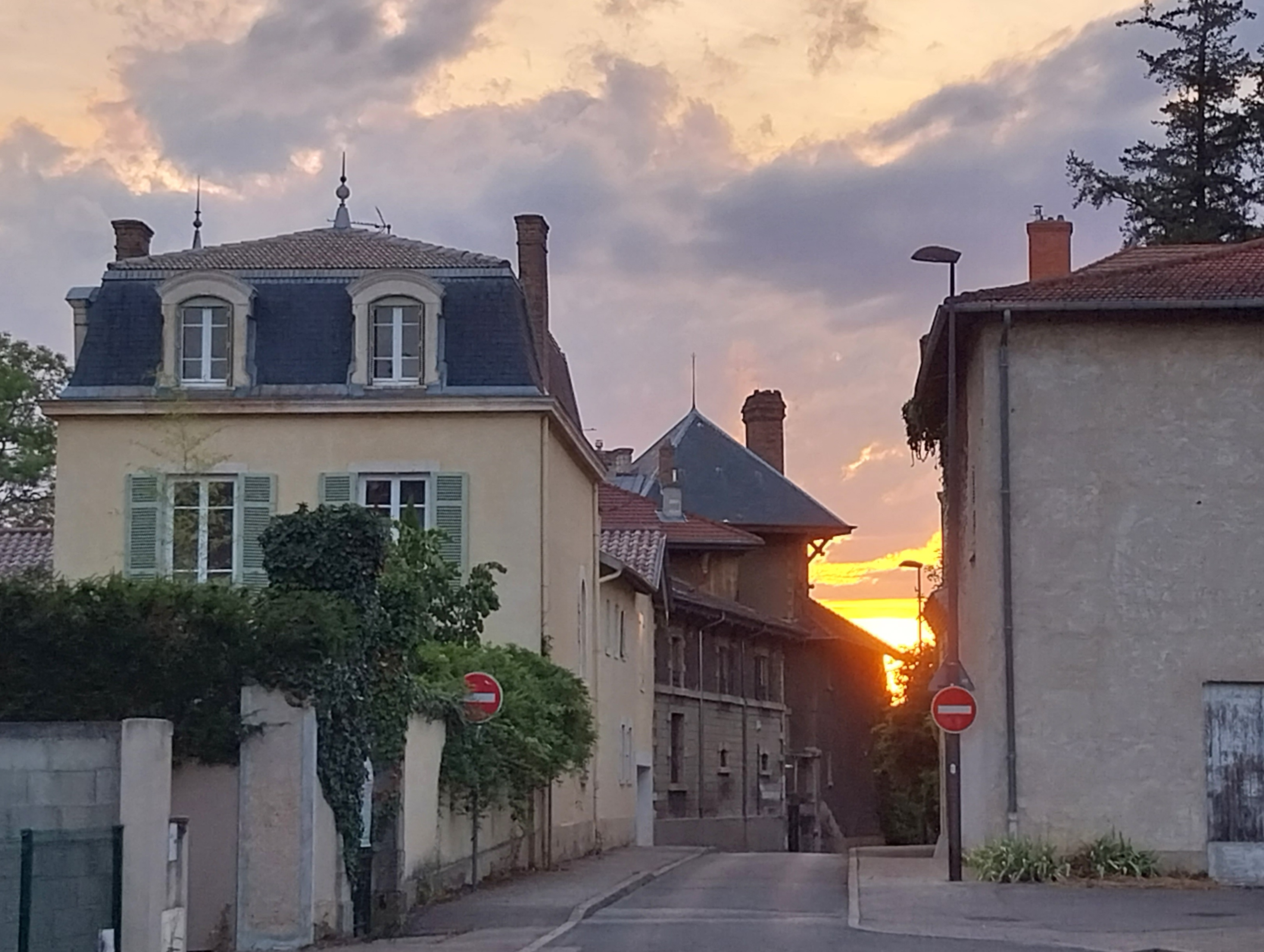
En haut de la rue Benoît Bennier
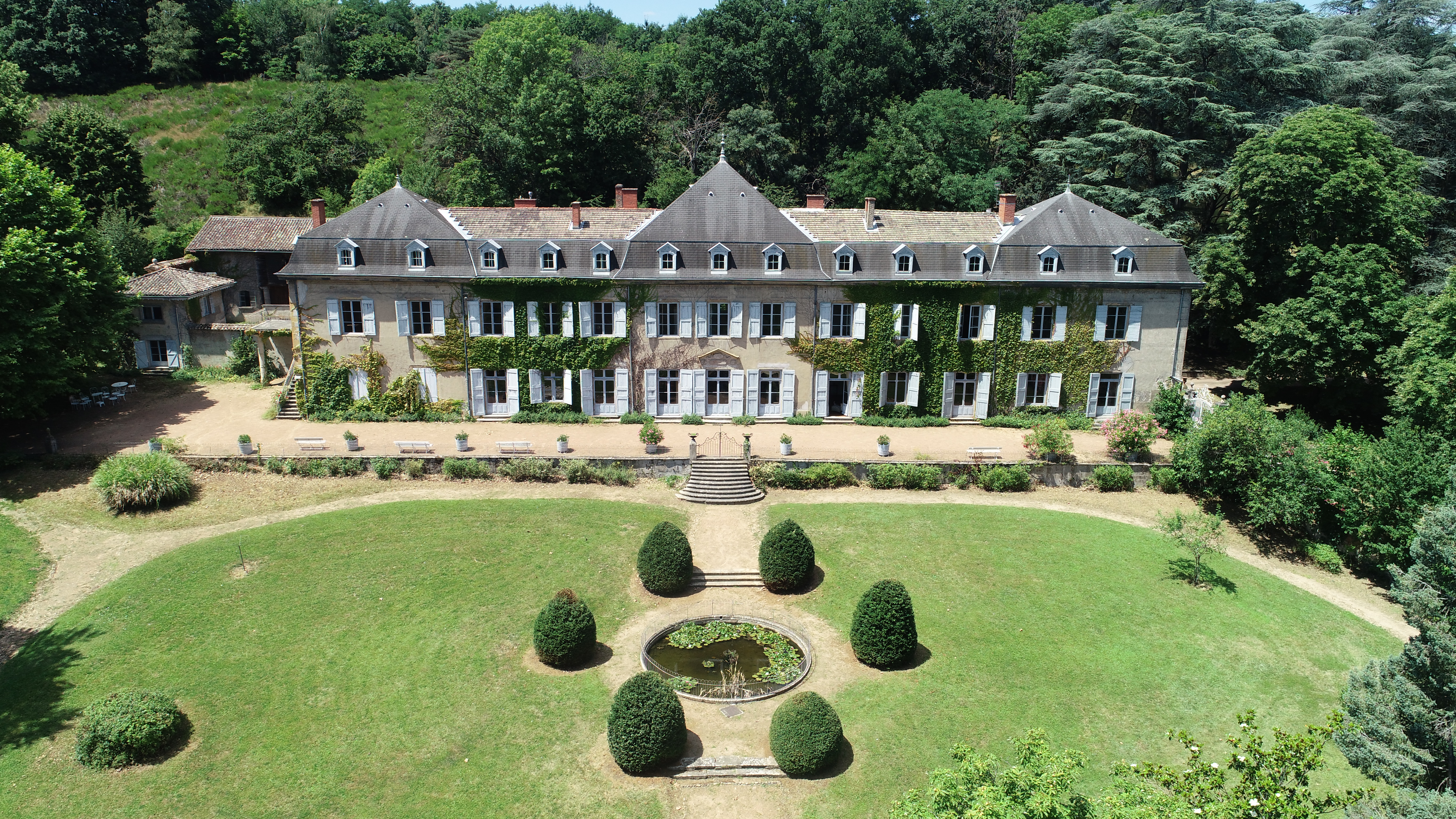
Château de la Ferrière
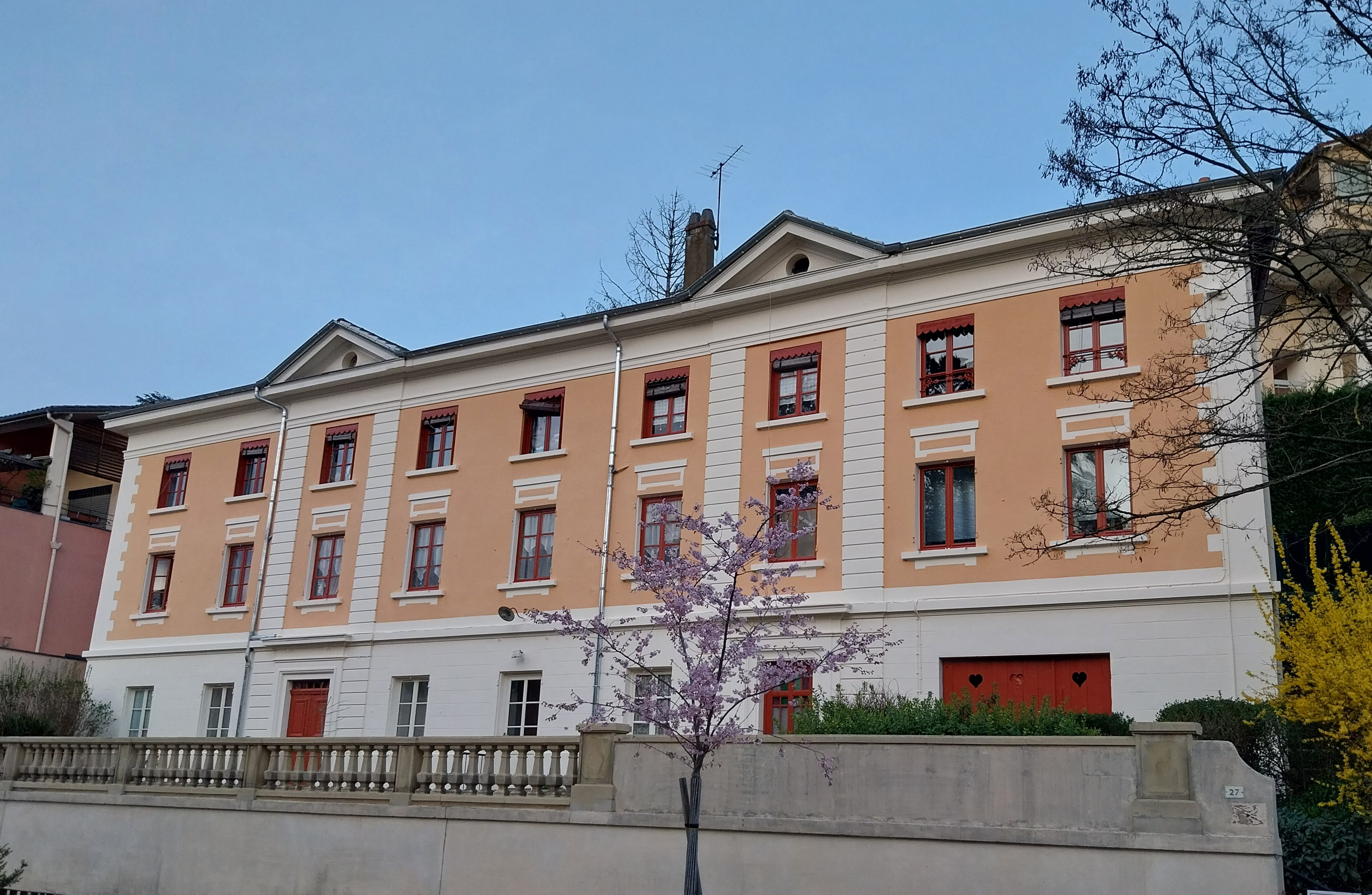
Immeuble Avenue du Général de Gaulle

### Espaces verts et fleurissement
En 2014, la commune obtient le niveau « deux fleurs » au concours des villes et villages fleuris.

Plusieurs parc publics, dont le Parc de Lacroix-Laval qui est en toute petite partie sur la commune, mais le principal verdissement est dans les parcelles privées.

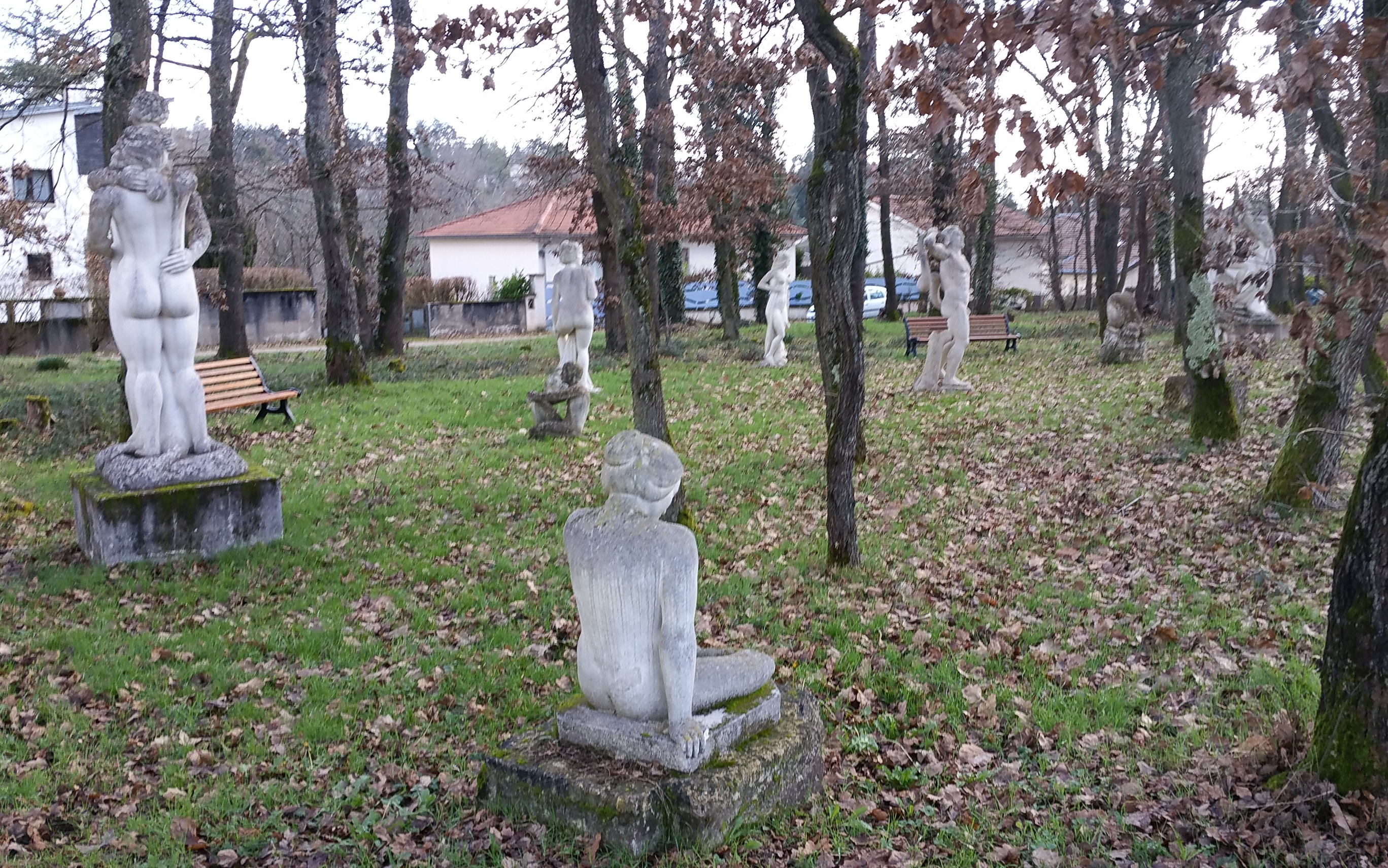
Parc du Bois de la lune agrémenté de Sculptures de Michel Moyne
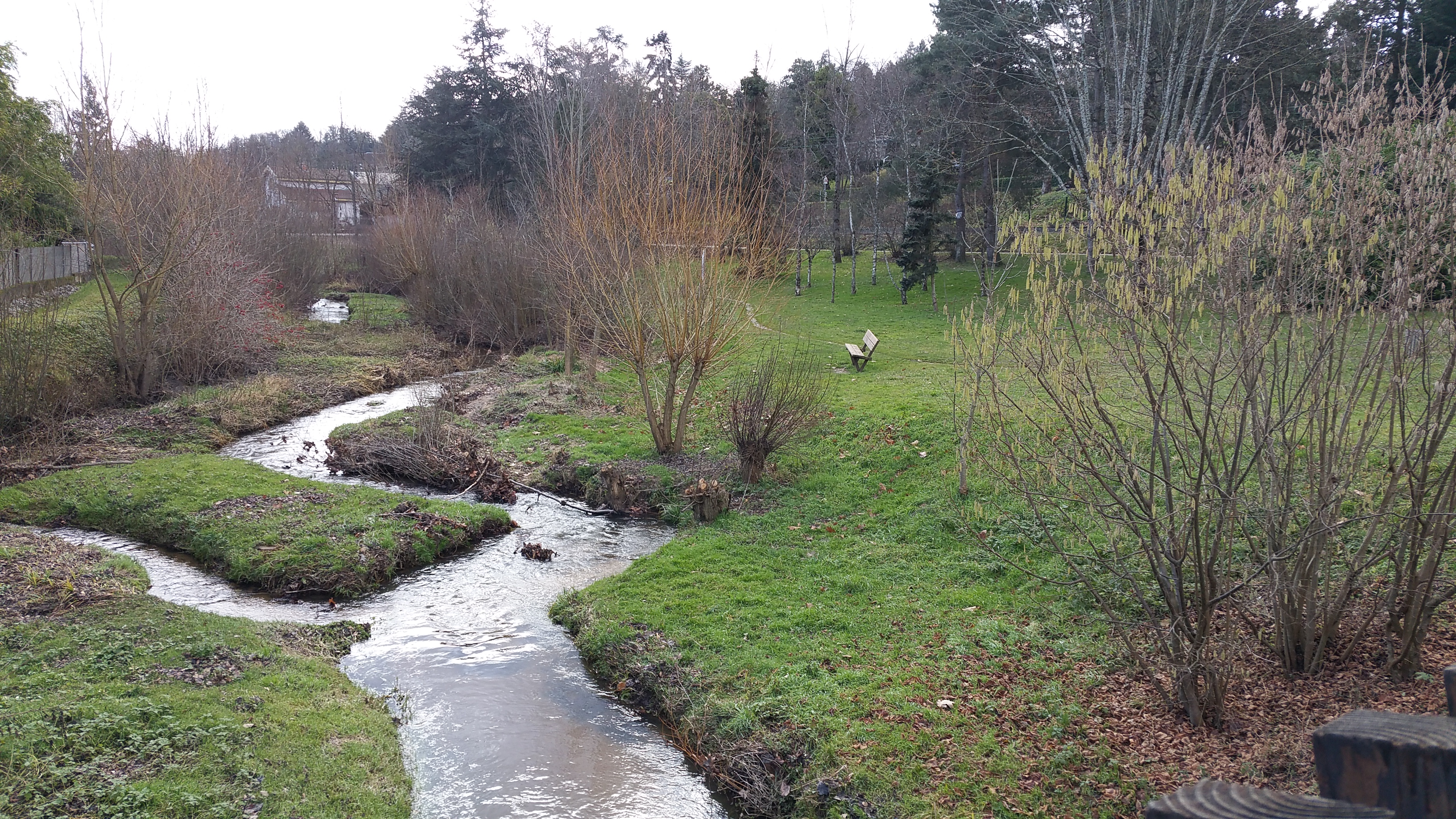
Parc de la Bressonnière vu depuis la passerelle sur le Ruisseau de Charbonnières
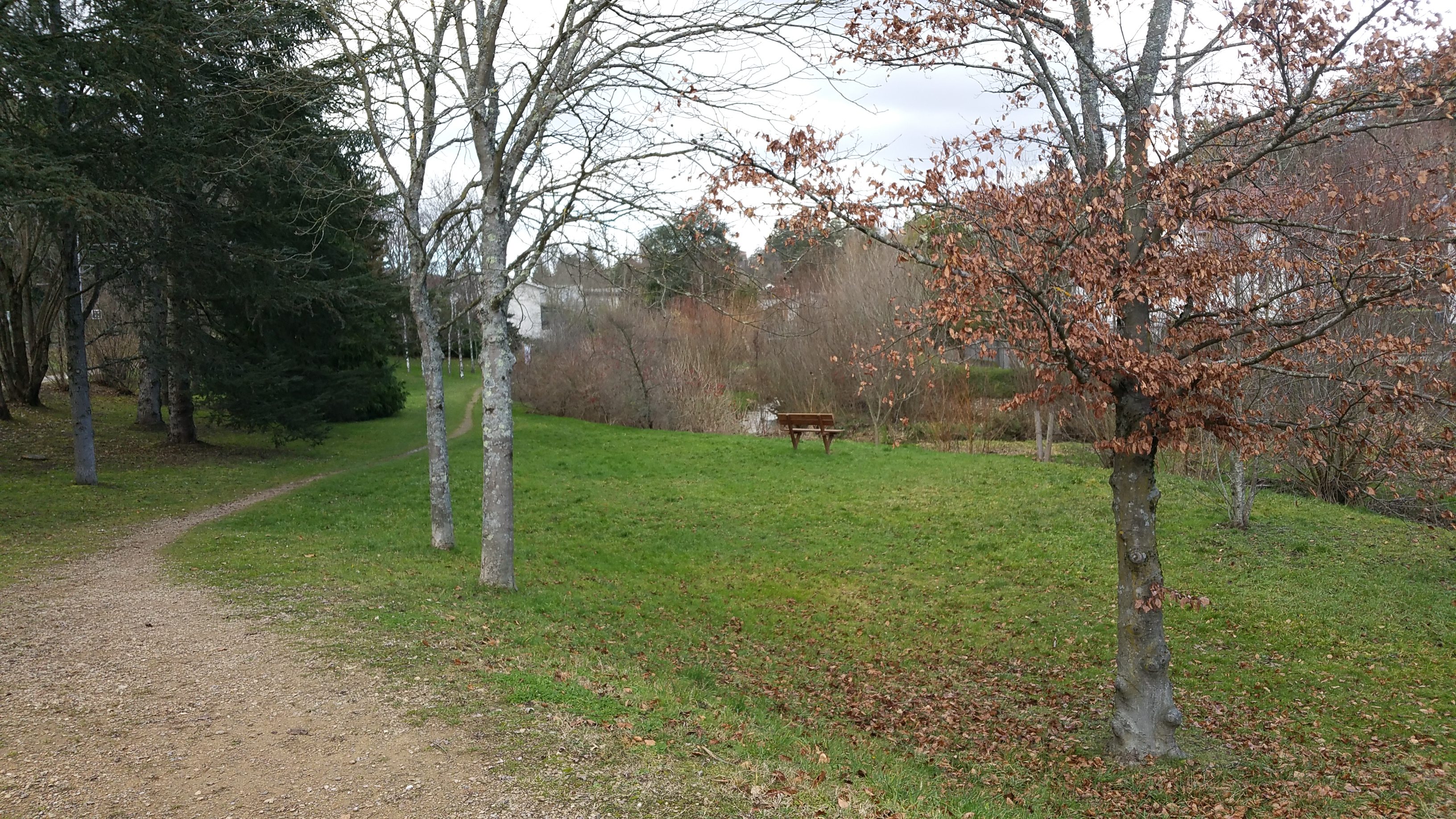
Parc de la Bressonnière vu depuis le sud-est du parc
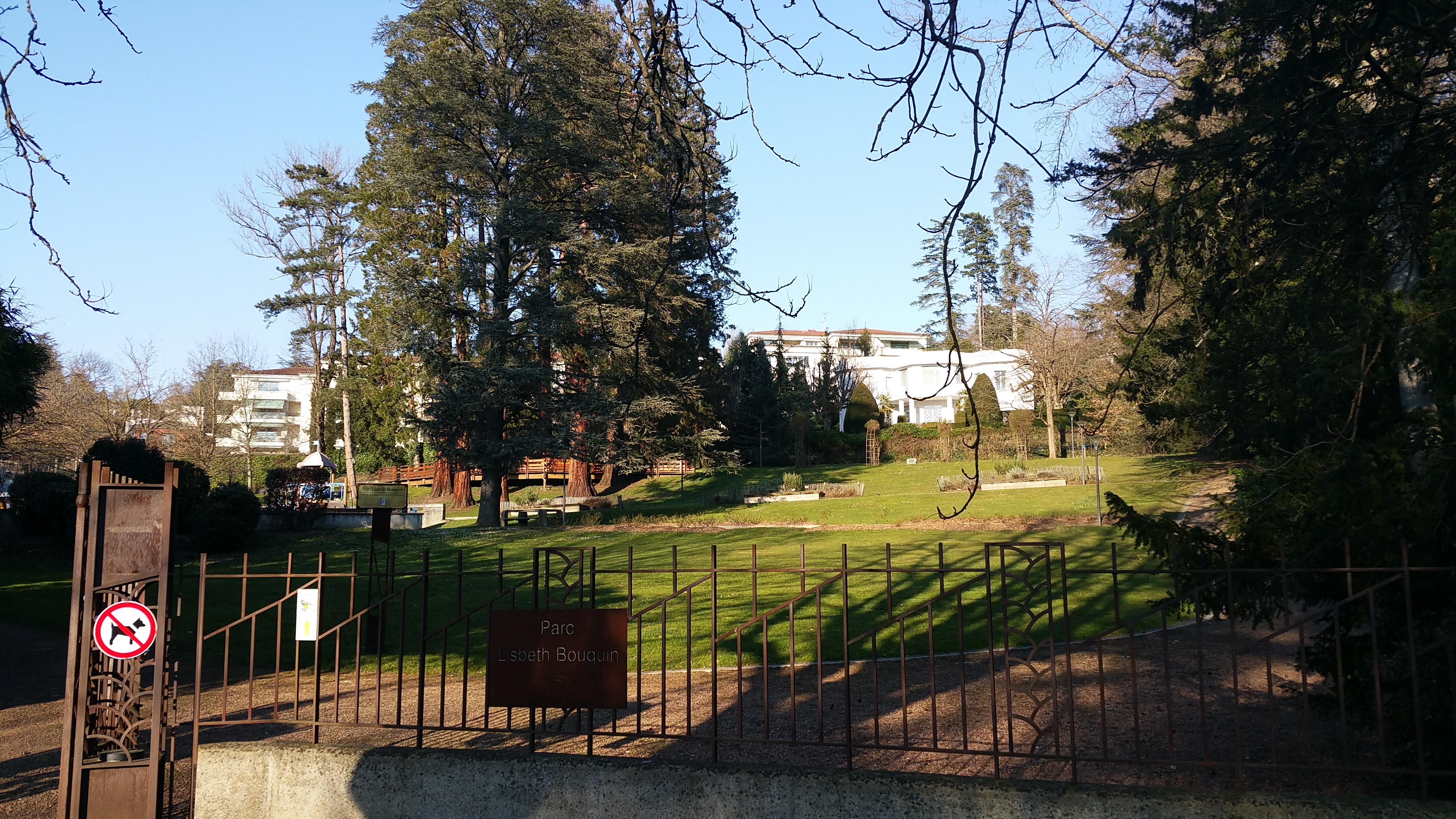
Parc Lisbeth Bouquin vu depuis l'avenue Lamartine
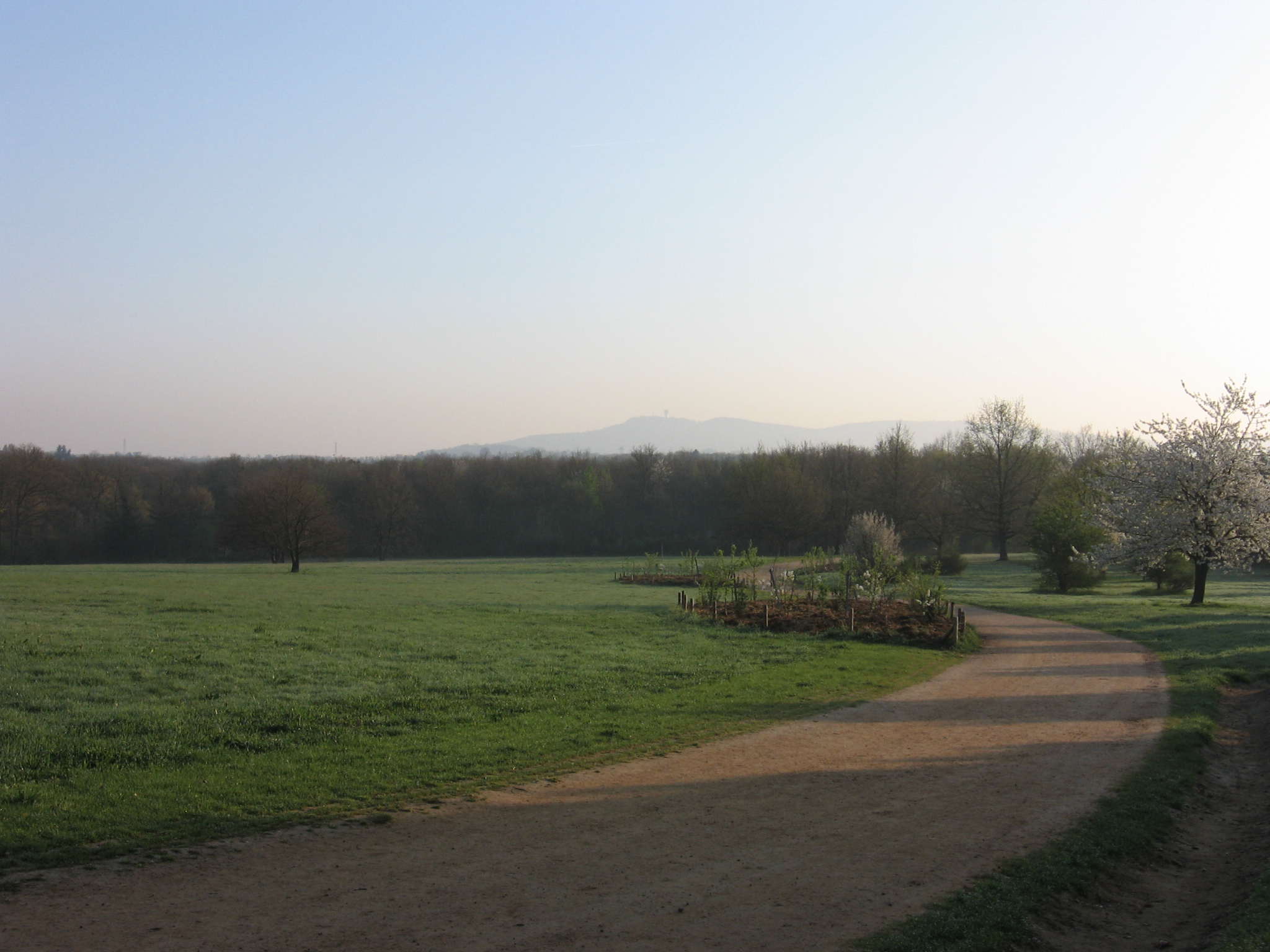
Parc de Lacroix-Laval en petite partie sur la commune
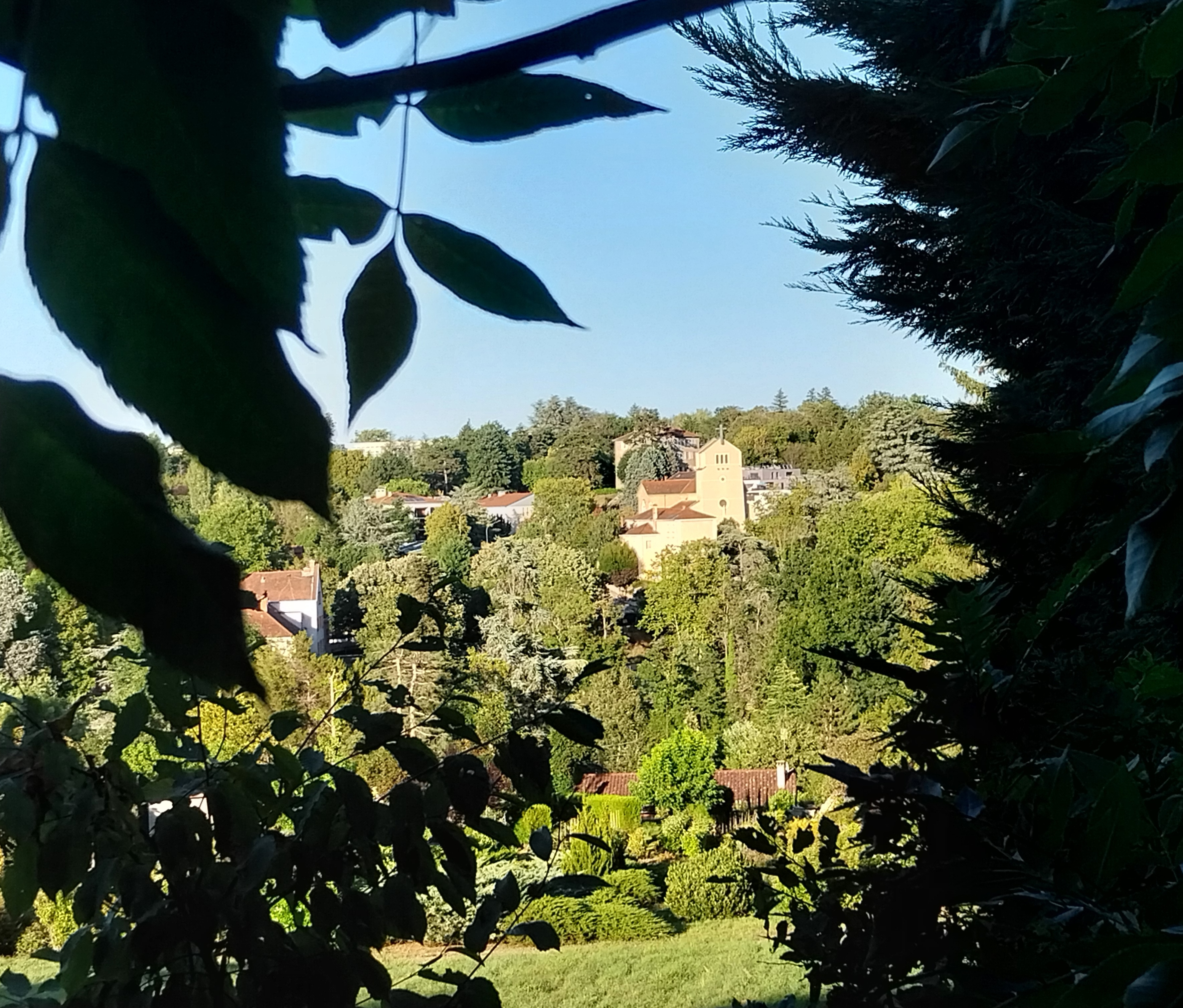
Le Bourg au milieu de la verdure

### Personnalités liées à la commune
- Alphonse de Lamartine y pris les eaux, une avenue lui est dédiée.
- Le pape Pie VII en chemin vers le sacre de Napoléon Ier se recueillit dans l'église.
- Claude Martin, dit Major Martin, fondateur de La Martinière y acheta sa propriété en 1760 qu'il n’habitât finalement jamais.[160]
- Georges Villiers (1899-1982), chef d'entreprise, homme politique et syndicaliste, maire de Lyon entre 1941 et 1942, premier président du Conseil national du patronat français.
- Xavier de La Chapelle, constructeur automobile, connu pour ses répliques de Bugatti, vit à Charbonnières depuis 1988.
- René Bianco, baryton et son frère Pierre, comédien, ont habité chemin de la Halte du Méridien.
- Florian Maurice, footballeur professionnel
- Rémi Garde, footballeur professionnel
- Bernard Lacombe, conseiller sportif de l'Olympique lyonnais, ancien meilleur buteur du championnat de France de D1 et attaquant de l'équipe de France. Il habitat à Charbonnières.

## Héraldique
| Blason de Charbonnières-les-Bains | Blason  | "D'azur à l'arbre adextré de sinople sur une terrasse herbée du même, senestré d'un rocher au naturel mouvant du flanc et sommé d'un arbre de sinople, à la source d'argent jaillissant du rocher et coulant en barre sur la terrasse ; au chef parti d'or et de gueules". Devise / CriVerdir Toujours - Jamais Tarir |
| Blason de Charbonnières-les-Bains | Détails | Le statut officiel du blason reste à déterminer. |

## Médias

### Cinéma
Charbonnières a servi de lieu de tournage, en 2015 au feuilleton policier de Charlotte Brandström Disparue.

## Compléments